# Nu (art)

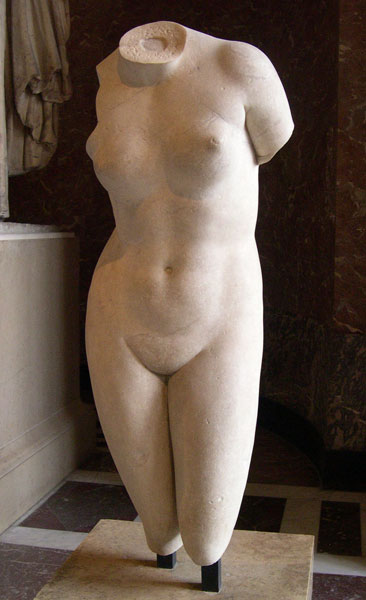
Tors d'Afrodita de Cnidos, còpia de Praxíteles al Museu del Louvre

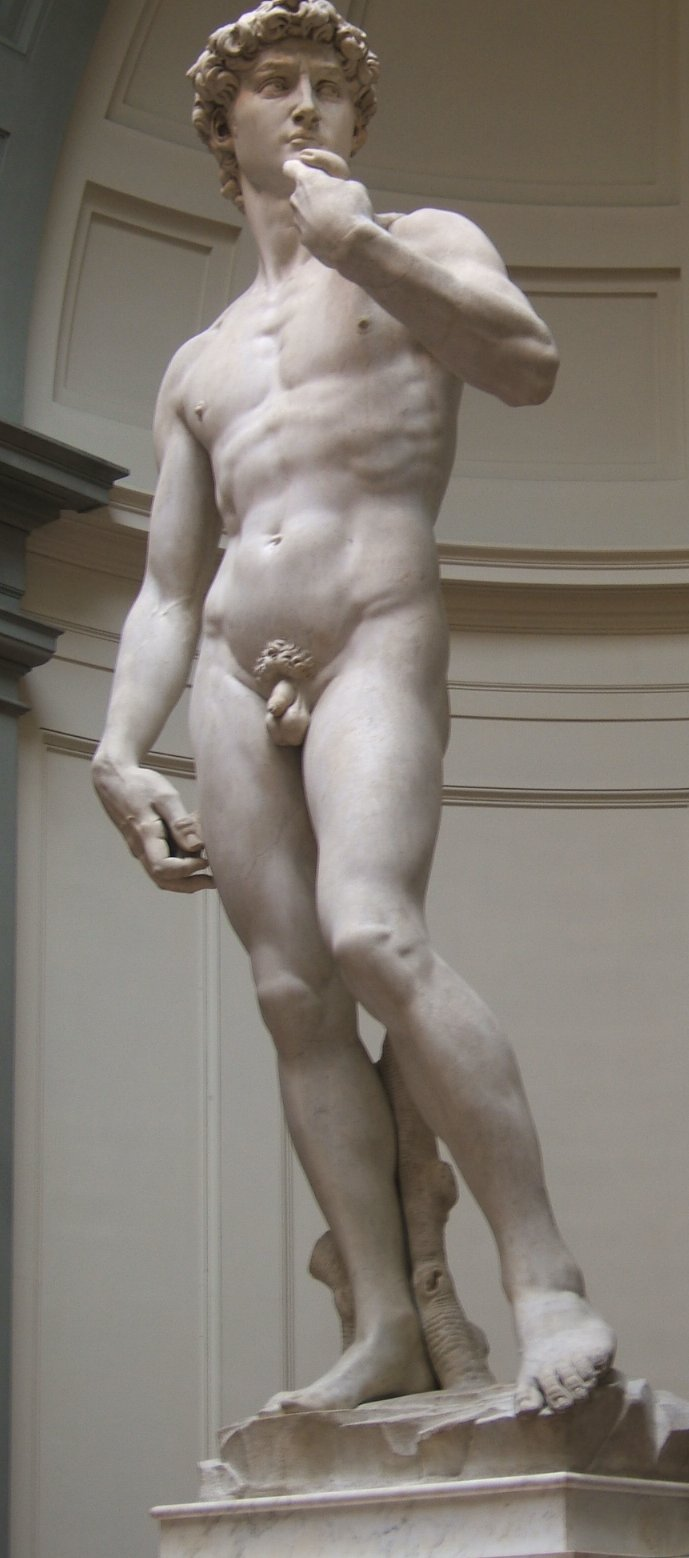
David (1501-1504), de Miquel Àngel, Galeria de l'Acadèmia de Florència

El nu és un gènere artístic, que consisteix en la representació en diversos mitjans artístics -pintura, escultura o, més recentment, cinema i fotografia- del cos humà nu. És considerat una de les classificacions acadèmiques de les obres d'art. La nuesa en l'art ha reflectit per regla general els estàndards socials per a l'estètica i la moralitat de l'època en la qual es va realitzar l'obra. Moltes cultures toleren la nuesa en l'art en major manera que la nuesa en la vida real, amb diferents paràmetres sobre què és acceptable: per exemple, en un museu en el qual es mostren obres amb nus, en general no s'accepta la nuesa del visitant. Com a gènere, el nu és un tema complex d'abordar per les seves múltiples variants, tant formals com estètiques i iconogràfiques; hi ha historiadors de l'art que el consideren el tema més important de la història de l'art occidental.
Encara que s'acostuma a associar a l'erotisme, el nu pot tenir diverses interpretacions i significats, des de la mitologia fins a la religió, passant per l'estudi anatòmic, o bé com a representació de la bellesa i ideal estètic de perfecció, com a l'antiga Grècia. L'art ha estat de sempre una representació del món i l'ésser humà, un reflex de la vida. Per això, el nu no ha deixat d'estar present en l'art, sobretot en èpoques anteriors a la invenció de procediments tècnics per captar imatges del natural (fotografia, cinema), quan la pintura i l'escultura eren mitjans per a representar la vida. Tanmateix, la seva representació ha variat de conformitat amb els valors socials i culturals de cada època i cada poble, i així com per als grecs el cos era un motiu d'orgull, per als jueus -i, per tant, per al cristianisme- era motiu de vergonya, era la condició dels esclaus i els miserables.
L'estudi i representació artística del cos humà ha estat una constant en tota la història de l'art, des de la prehistòria (Venus de Willendorf) fins als nostres dies. L'ésser humà ha sentit des d'antany la necessitat d'aprofundir en la seva essència, de conèixer-se a ell mateix, tant en l'aspecte exterior com interior. El cos proporciona plaers i dolors, tristor i alegria, però és un company present en totes les facetes de la vida, amb el qual l'ésser humà transita pel món, i pel qual sent la necessitat d'indagar en el seu coneixement, en els seus detalls, en el seu aspecte tant físic com receptiu del seu «jo interior». Des de la seva faceta més mundana, relacionada amb l'erotisme, fins a la més espiritual, com a ideal de bellesa, el nu ha estat un tema recurrent en la producció artística pràcticament en totes les cultures que s'han succeït en el món al llarg del temps. Kenneth Clark, en la seva obra El nu. Un estudi de la forma ideal (1956), emfasitza la distinció en llengua anglesa de dos tipus de nu: la forma humana natural (naked) i la transcripció d'aquesta forma d'una manera idealitzada (nude). Aquesta distinció entre nu corporal i nu artístic prové dels crítics anglesos del segle xviii, per als que l'essència de la pintura i l'escultura era el cos humà nu.
El nu ha tingut des de temps antics -especialment des de les formulacions clàssiques de l'antiga Grècia- un marcat component estètic, ja que el cos humà és objecte d'atracció eròtica, i constitueix un ideal de bellesa que va canviant amb el temps, segons el gust col·lectiu de cada època i cada poble, o també el particular de cada espectador. La sexualitat més o menys implícita d'aquestes imatges ha portat el gènere del nu a ser objecte d'admiració o bé de condemna i rebuig, i arribà a estar prohibit en èpoques de moral puritana, encara que sempre ha gaudit d'un públic que ha adquirit i col·leccionat aquest tipus d'obres. En temps més recents, els estudis al voltant del nu com a gènere artístic s'han centrat en les anàlisis semiòtiques, especialment en la relació entre obra i espectador, així com en l'estudi de les relacions de gènere. El feminisme ha criticat el nu com a utilització tipus objecte del cos femení i signe del domini patriarcal de la societat occidental. Artistes com Lucian Freud i Jenny Saville han elaborat un tipus de nu no idealitzat per eliminar el concepte tradicional de nu i cercar la seva essència més enllà dels conceptes de bellesa i gènere.

Ara com ara, el nu artístic és àmpliament acceptat per la societat -si més no en l'àmbit occidental-, i la seva presència cada vegada més gran als mitjans de comunicació, cinema, fotografia, publicitat i altres mitjans, l'ha convertit en un element icònic més del panorama cultural visual de l'home i la dona actual, encara que per a algunes persones o alguns cercles socials continua sent un tema tabú, a causa de convencionalismes socials i educatius, generant un prejudici cap a la nuesa, que és conegut com a gimnofòbia o nudofòbia.
| «                                                                   | Ara comprendrem millor per què un art preocupat principalment per la figura humana hagi d'atendre abans de tot a plena llum, així com la raó que aquest hagi constituït el problema més apassionant de l'art clàssic de totes les èpoques. No sols és el millor vehicle transmissor de tot allò que a l'art corrobora i acreix de manera immediata el sentit de la vida, sinó que és també en si mateix l'objecte més significant del món humà. | » |
| — Bernard Berenson, Los pintores italianos del Renacimiento (1954). | |   |

## Fonaments del nu en l'art

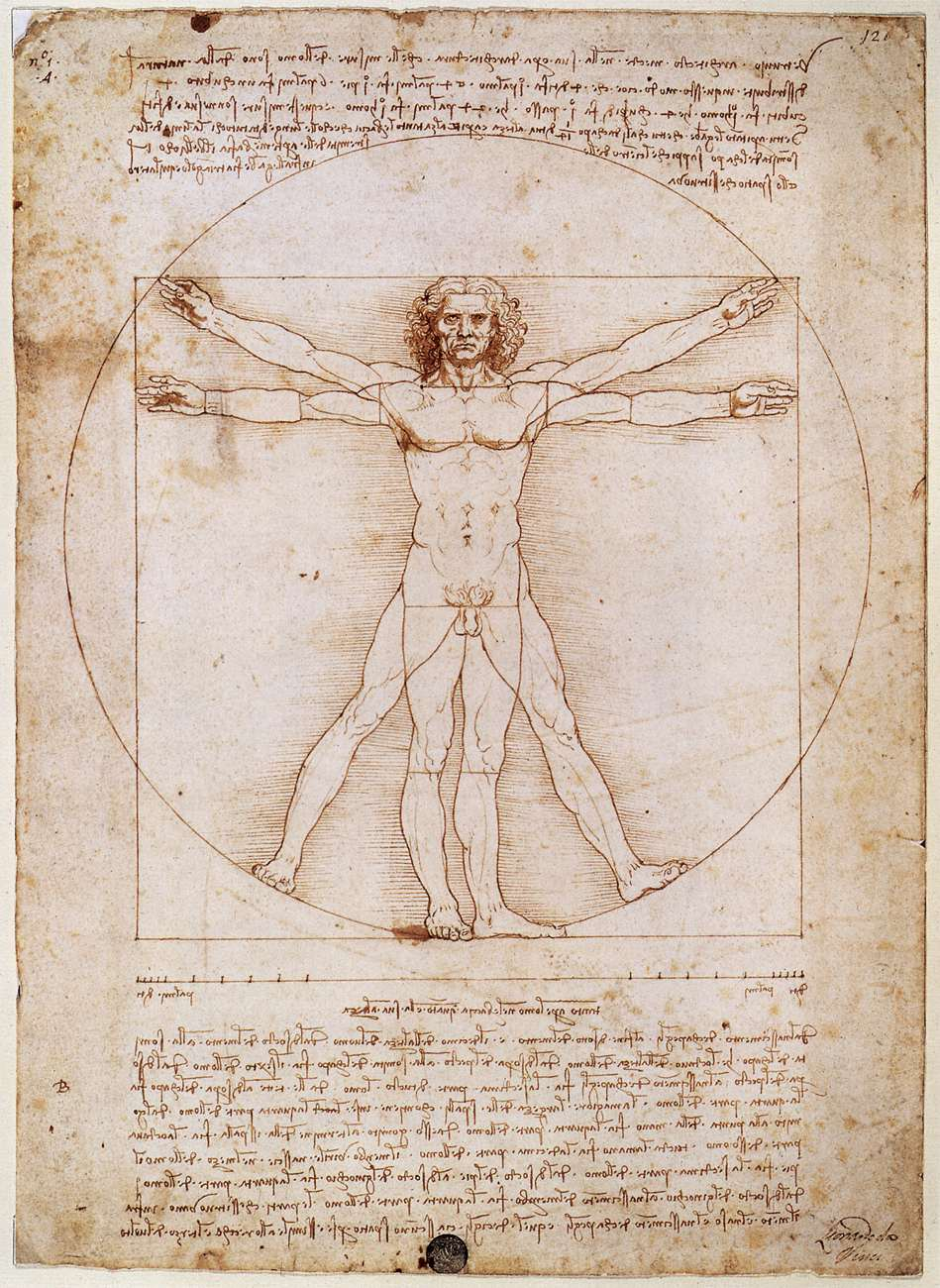
LHome de Vitruvi (1487), de Leonardo da Vinci, galeria de l'Acadèmia de Venècia. Estudi de les proporcions del cos humà

El nu ha tingut des de l'antiga Grècia un marcat component idealitzador; per regla general se n'ha representat més des de l'idealisme que des de la imitació naturalista, procurant trobar a la forma humana un ideal de perfecció que transcendís la matèria per evocar l'ànima, la puresa de la unió entre cos i esperit. Així, els artistes grecs més que imitar el cos humà el perfeccionaven. En paraules d'Aristòtil: «l'art completa el que la natura no pot acabar. Per l'artista coneixem els objectius inassolits de la natura». Així, en el nu l'espectador aprecia errades que no ho són, sinó que són judicis de gust, reflexions estètiques que deriven d'un concepte de bellesa ideal inherent a qualsevol persona. De tal manera és impossible establir uns criteris generals perquè qualsevol nu resulti bell per a tothom, i alguns autors han intentat -sense èxit- establir una «forma mitjana», basada en les proporcions més habituals, però no arriba a satisfer l'espectador, perquè la bellesa és una cosa abstracta, incommensurable, utòpica i, per tant, de difícil realització pràctica.
L'ideal de perfecció del cos humà prové de la Grècia clàssica, i és constatable en totes les seves obres, encara que no existeix referència de com expressaven els escultors grecs les proporcionis ideals del cos humà. Han arribat notícies del cèlebre cànon de Policlet, però no se sap exactament en què consistia. Tanmateix, una de les expressions més famoses de les proporcions del cos humà prové d'un arquitecte romà Vitruvi, que en el tercer llibre de la seva obra De Architectura Libri X establia que les proporcions ideals en arquitectura s'han de basar en la mida del cos humà, que és un model perfecte perquè amb braços i cames estesos encaixa immillorablement en les dues principals formes geomètriques -considerades perfectes -, el cercle i el quadrat. Va esbossar així l'anomenat Home de Vitruvi, que va tenir gran rellevància en la teoria artística del Renaixement.
Aquests intents de fonamentar el cos humà en proporcions perfectes van ser una mica erms, i els seus resultats sovint insatisfactoris, com la Nèmesis de Dürer (1501), basada en les proporcions vitruvianes i tanmateix mancada d'atractiu físic. No hi ha fórmules per a plasmar de forma exacta la bellesa del cos, perquè la nostra percepció sempre està tamisada pel pensament, pel nostre gust, els nostres records, les nostres vivències. Deia Francis Bacon que «no hi ha bellesa excel·lent que no tingui alguna cosa estranya en la seva proporció». El mateix Dürer, després dels seus primers intents d'una modelació geomètrica del cos humà, va renunciar a aquesta pretensió, i va passar a inspirar-se més en la natura. En la introducció del seu tractat Quatre llibres de les proporcions humanes (1528) va expressar: «no existeix una persona a la Terra capaç d'emetre un judici definitiu sobre quina pugui ser la forma més formosa humana».

### Estètica

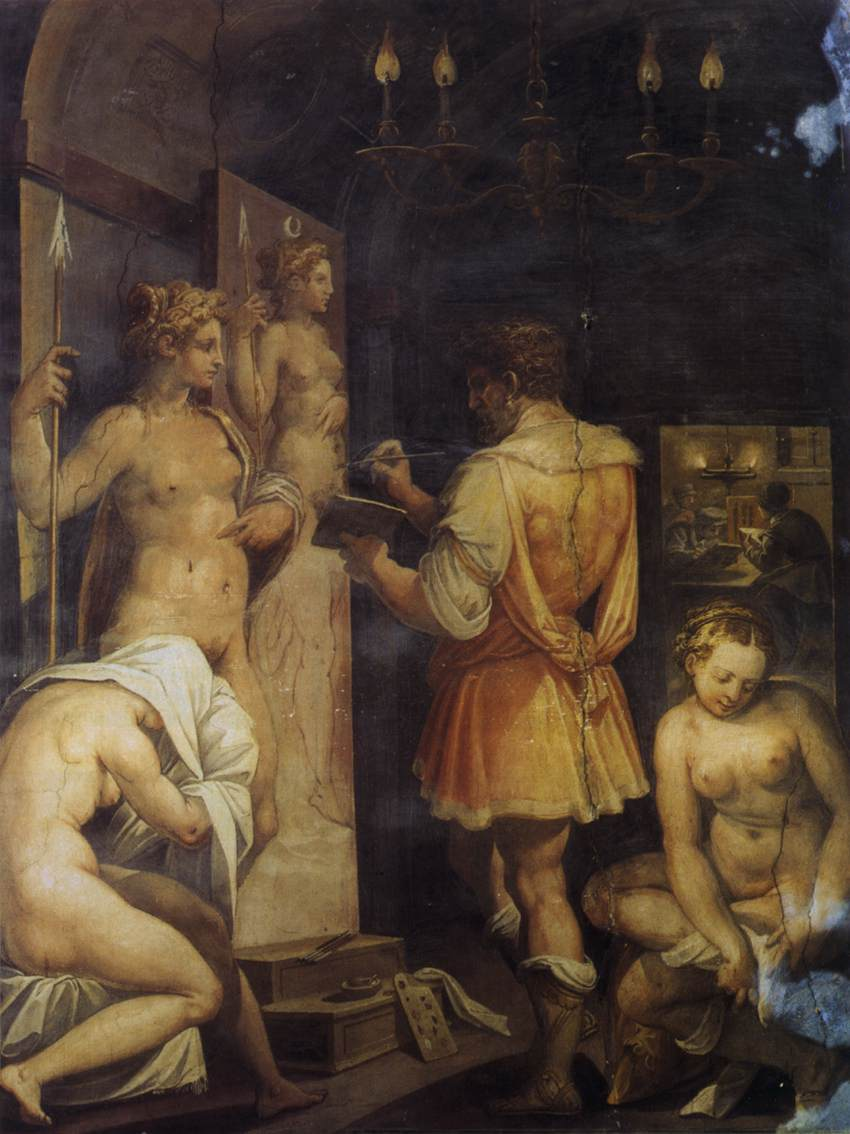
L'estudi del pintor (1563), de Giorgio Vasari, casa Vasari, Florència

El factor estètic del nu depèn tant d'unes certes regles pel que fa a proporció i simetria com d'un variat conjunt de valors de caràcter subjectiu, des de l'espontaneïtat i exuberància de la natura fins al component psíquic de la percepció estètica, sense rebutjar el caràcter individual de tot judici de gust. Segons Kenneth Clark, «el nu representa l'equilibri entre un esquema ideal i les necessitats funcionals», i són aquestes el conjunt de factors que atorguen vida i credibilitat al nu artístic.
Les primeres reflexions teòriques sobre el nu es van efectuar en el Renaixement: en el tractat Della Pittura (1436-1439), Leon Battista Alberti opinava que l'«estudi del nu» era la base del procediment acadèmic de la pintura, i establí que «per pintar el nu, comenceu pels ossos; afegiu després els músculs i cobriu després el cos amb carn, de manera que quedi visible la posició dels músculs. Podrà objectar-se que un pintor no ha de representar el que no es pot veure, però aquest procediment és anàleg a dibuixar un nu i després cobrir-lo de vestidures». Aquesta pràctica acadèmica ha arribat pràcticament fins als nostres dies, al costat de l'estudi del natural, constatable a començaments del segle xv en uns dibuixos de Pisanello, primer autor del qual es conserven aquest tipus d'esbossos -altres anteriors poden haver-se'n perdut-. Alberti també recomanava per a qualsevol representació de grup, efectuar abans un esbós amb les figures nues, abans de vestir-les en l'obra final, com es percep en un esbós de la Disputa de Rafael Sanzio, en què un grup de joves nus i de complexió atlètica conforma el conjunt que després serien els pares de l'Església i els teòlegs. El nu, al costat de la perspectiva, van ser els dos grans factors estructurals de la composició pictòrica renaixentista, i a la segona meitat del segle xv era ja un estudi comú per a l'aprenentatge de qualsevol aspirant a artista, com es denota en obres conservades dels tallers de Filippino Lippi, Domenico Ghirlandaio i els germans Antonio i Piero Pollaiuolo, i així està documentat en Les Vites (1542-1550) de Giorgio Vasari.

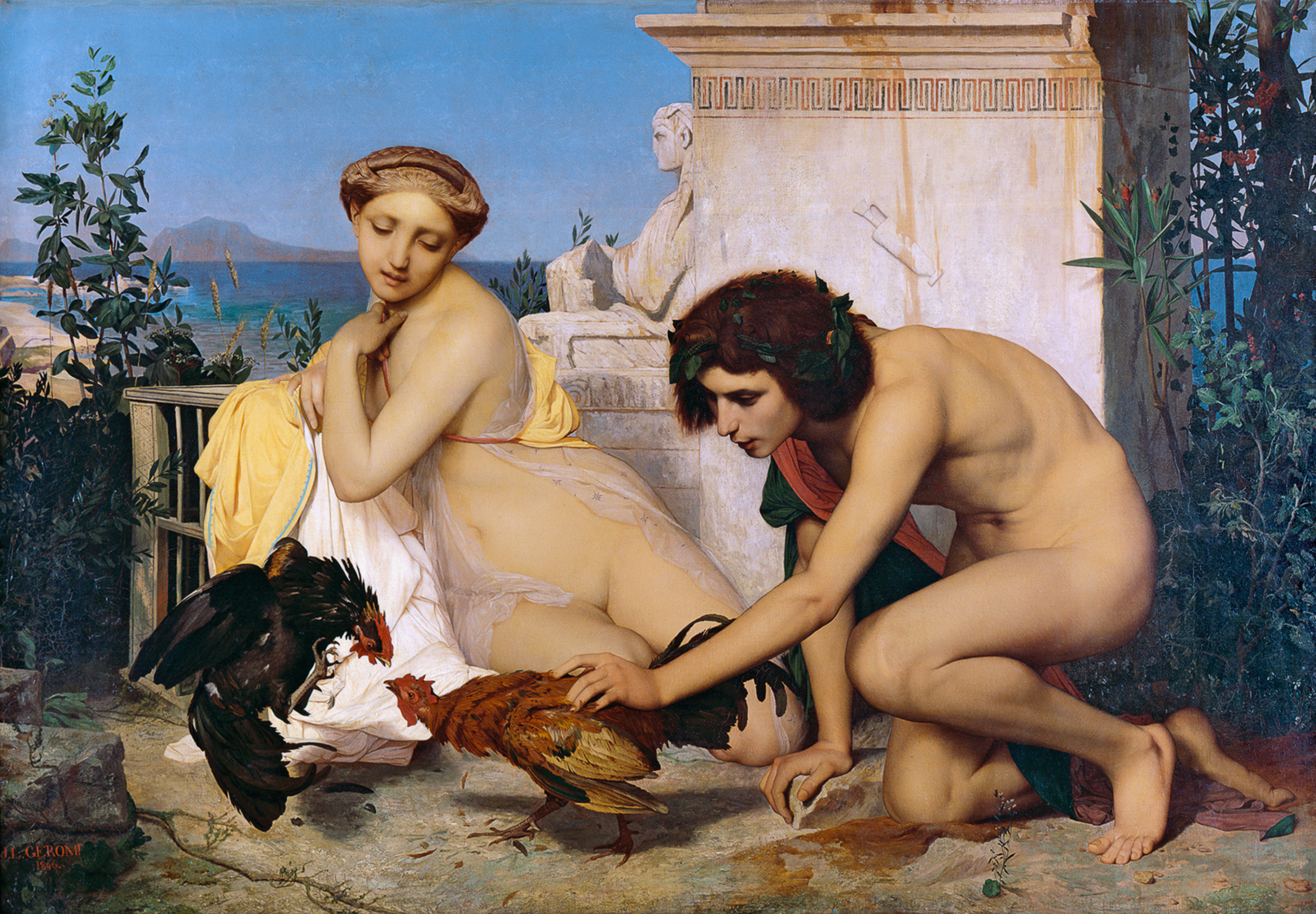
El nu era acceptat pels que concorrien als salons literaris francesos del, sempre que l'entorn fora clarament «clàssic», presentant personatges d'una cultura en la qual la nuesa era usual, com en aquest quadre de Jean-Léon Gérôme, Joves grecs amb brega de galls (Museu d'Orsay, París, 1846)

El nu renaixentista va ser la base de l'estudi del cos humà per a l'ensenyament acadèmic de l'art fins pràcticament el segle xx, amb la premissa d'estar fonamentat en l'anatomia i d'estar concebut sota un criteri idealitzador que exclogués qualsevol connotació purament sensualista. Un dels principals artistes que han influït en l'art acadèmic ha estat Rafael Sanzio, un dels primers artistes que en les seves obres incloïa nus sense una justificació temàtica -com en la seva pintura Matança dels innocents, en què els soldats d'Herodes van nus sense haver-hi cap referència sobre això als passatges bíblics sobre el tema-, però també pel seu estudi anatòmic, per les seves actituds estilitzades -que recorden més ballarins que soldats-, contenen un element ideal, elevat, sols intel·lectual, que els confereix un sentit de noblesa artística que els allunya de qualsevol consideració pejorativa. Aquest era l'ideal academicista, i en les principals realitzacions d'aquesta escola -principalment les de l'anomenat art pompier del segle XIX- l'element idealitzant del nu és primordial per a la concepció de l'obra, en què qualsevol indici de realisme o de simple sensualitat seria considerat vulgar.

### Erotisme
Un component indissoluble del nu és l'erotisme, element ineluctable per tal com la visió del cos humà nu genera atracció, desig sexual. Per a Kenneth Clark, aquest aspecte no s'ha d'obviar ni intentar minimitzar o relativitzar, i molt menys menysprear-lo moralment, i en el seu assaig sobre el nu contraposa a l'afirmació de Samuel Alexander (en Beauty and Other Forms of Value) que el nu de tipus eròtic és un «art fals i una moral dolenta» la vindicació que si el nu no és eròtic, és un «art dolent i una moral falsa». El cos humà pot produir també altres sensacions, tan bon punt és el vehicle amb el qual s'experimenta el món; Clark esmenta cinc de les principals sensacions que provoca el nu: harmonia, energia, èxtasi, humilitat i pathos.
La difícil tasca de delimitar en el nu artístic la frontera entre l'erotisme i l'idealisme, entre el sensual i l'espiritualitat, va portar artistes i filòsofs a plantejar diverses teories que justifiquessin l'existència d'aquests diversos àmbits: Plató va establir en El convit dues diferents naturaleses de la dea Afrodita, la natural i la celeste; la primera representaria el material, el vincle amb la carn, els sentits, el desig i l'atracció sexual; la segona significaria l'espiritualitat, la bellesa immaterial, relacionada amb el bé i la virtut, l'expressió de l'ànima i l'intel·lecte. Aquest concepte va estar vigent durant l'edat mitjana i va ser reprès pel neoplatonisme del Renaixement, convertint-se en fórmula del nu classicista i acadèmic, com queda perfectament exemplificat en el quadre Amor sacre i amor profà de Tiziano. En temps més recents, va ser tornat a formular en termes similars per Friedrich Nietzsche, que en El naixement de la tragèdia (1872) distingia entre l'apol·lini i el dionisíac, és a dir, entre l'equilibri intel·lectual i la disgregació orgiàstica.

## Censura

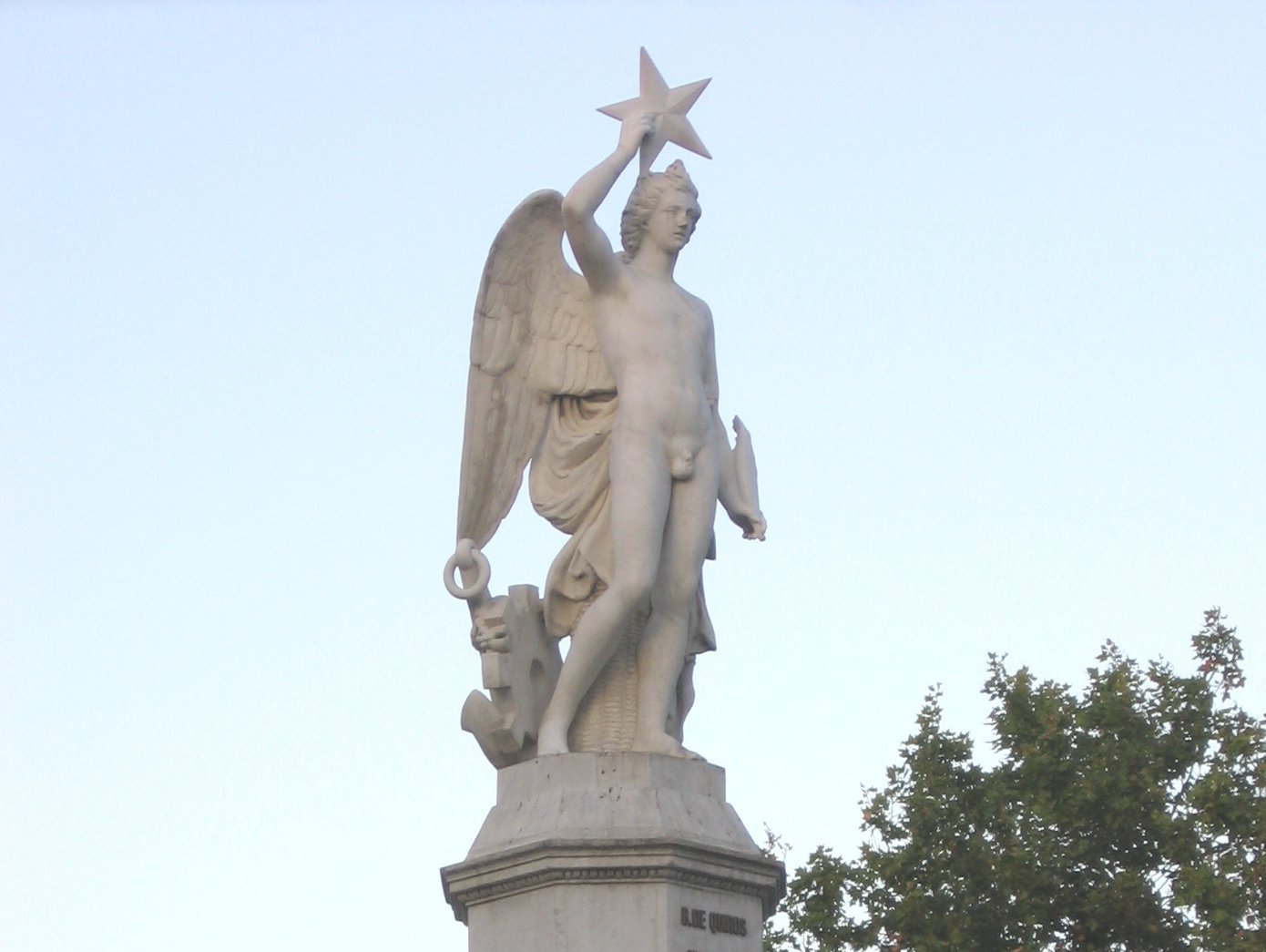
Font del geni català (al marquès de Campo Sagrado) (1856), de Faust Baratta i Josep Anicet Santigosa, pla de Palau, Barcelona. Després de la seva inauguració, «prendrien dones en processó vistes de la gentilesa de formes de la citada estàtua», segons relata el cronista Francesc Puig i Alfonso. Per això, el bisbe de Barcelona, Josep Domènec Costa i Borràs, va manar castrar-la i cobrir-la amb un tapall. Als anys 1980 es va retirar la tela i van quedar al descobert els genitals mutilats, mentre que al 1990 una nova restauració li va afegir un penis que semblava un tub, fet amb resines per un picapedrer. Finalment, entre 2007 i 2008, es va fer una nova restauració, i es decidí retirar la pròtesi del penis i deixar-lo com era, com l'Hermes de Praxíteles, ja que no es conserva cap document de l'obra original i és impossible saber la forma i la mida que li va donar el seu creador

La representació artística del nu ha oscil·lat en la història de l'art des de la permissivitat i tolerància de societats que el veien com una cosa natural, i fins i tot l'aplaudien com a ideal de bellesa -com en l'antiga Grècia-, fins al rebuig i la prohibició per societats de moral més puritana, en què en general des d'unes premisses basades en la religió el nu ha estat objecte de censura i també de persecució i destrucció de les seves obres. De forma especial, el cristianisme ha estat una religió que no ha tolerat la representació del cos humà despullat excepte en imatges de contingut religiós, en què alguns temes aïllats estaven justificats per les sagrades escriptures, com els casos d'Adam i Eva, la crucifixió de Jesús o la representació de les ànimes en l'Infern. A l'edat mitjana, aquestes premisses estaven plenament assumides pels artistes i la societat en general; com que no existien transgressions a aquesta norma no es comptabilitzen nombrosos casos de censura. Tanmateix, en el Renaixement, la valoració de la cultura clàssica i el retorn a l'antropocentrisme en la cultura van comportar un apogeu del nu, justificat tan sols per motius mitològics o al·legòrics, cosa que va propiciar el rebuig de l'Església especialment des de la Contrareforma. El concili de Trento (1563) va reservar un paper destacat a l'art, com a mitjà de divulgació de l'ensenyament religiós, però alhora el va constrènyer a la més estricta interpretació de les escriptures, atorgant al clergat la tasca de vigilar la correcta observança dels preceptes catòlics per part dels artistes.

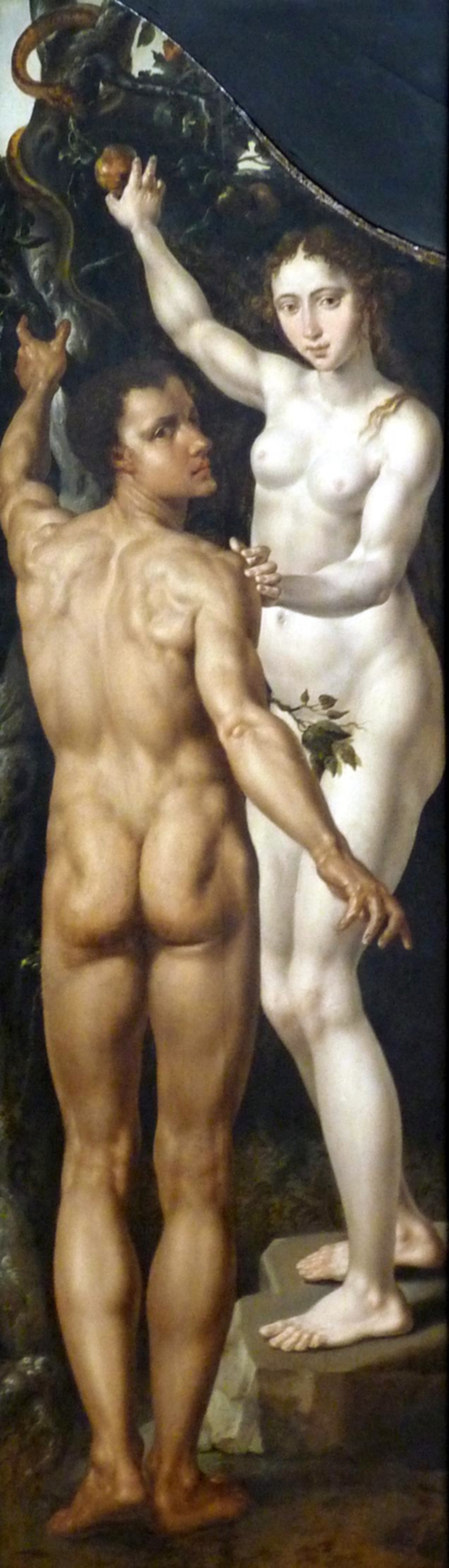
Adam i Eva, per Martin van Heemskerck, 1550. Tema justificat per les sagrades escriptures

Després del concili, el catolicisme contrareformista va censurar la nuesa. N'és un exemple clar l'ordre del papa Pau IV el 1559 a Daniele da Volterra de cobrir amb robes les parts íntimes de les figures del Judici Final de la capella Sixtina realitzades una mica abans per Miquel Àngel -per aquesta acció, Volterra va ser anomenat des d'aleshores il Braghettone»-. Poc després, un altre papa, Pius V, va encomanar la mateixa tasca a Girolamo da Fano, i Climent VIII encara tenia desigs d'eliminar per complet la pintura; per fortuna, va ser dissuadit per la Accademia di San Luca. Des d'aleshores, l'Església catòlica es va encarregar amb cura de cobrir les nueses de nombroses obres d'art, bé amb teles o amb la famosa fulla de raïm, la planta amb la qual Adam i Eva es van tapar després del pecat original. Un altre exemple de rebuig del nu en l'art va ser el de la famosa estàtua de David de Miquel Àngel, que en ser col·locada a la Piazza della Signoria de Florència va ser apedregada pel públic que presenciava l'escena, encara que amb el temps es van acostumar a la seva presència i, fins i tot, es va guanyar l'afecte dels florentins.
A Espanya, defensora a ultrança de la Contrareforma, la Inquisició va ser l'encarregada de vetllar per la decència i la dignitat en l'art, designant inspectors per supervisar el compliment dels decrets conciliars, com el sogre de Diego Velázquez, el pintor Francisco Pacheco. El 1632 es va publicar a instàncies d'un noble d'origen portuguès, Francisco de Bragança, un document titulat Copia de los pareceres, y censuras de los reverendísimos maestros, y señores catedráticos de las insignes Vniversidades de Salamanca y Alcalá, y de otras personas doctas. Sobre el abuso de las figuras, y pinturas lascivas y deshonestas; en que se muestra, que es pecado mortal pintarlas, esculpirlas, y tenerlas patentes donde sean vistas, en què s'expressava l'opinió de l'època -sobretot en àmbits eclesiàstics- de la immoralitat de la representació del nu, quan aquest és lasciu i no té una justificació religiosa. Aquesta opinió generalitzada explica el petit nombre d'obres de nu produït en l'art renaixentista i barroc espanyol. Tiziano, per exemple, conscient del puritanisme de la cort espanyola, va cobrir amb branques de figuera els cossos nus d'Adam i Eva abans d'enviar el quadre a  Felip II el 1571.
Un cas que podria haver acabat en una pèrdua irreparable de nombroses obres mestres de grans artistes va ser el protagonitzat per Carles III, que el 1762 va ordenar cremar per consell del seu confessor, el pare Eleta, tots els quadres de nu pertanyents a la col·lecció reial, i que amb tanta cura havien col·leccionat els monarques hispànics des de Carles I fins a  Felip IV. Entre les obres es trobaven, per exemple, Les tres gràcies i El judici de Paris de Rubens, Adam i Eva de Dürer, Venus i Adonis de Tiziano, Venus, Adonis i Cupido d'Annibale Carracci, El pentinador de Venus de Francesco Albani, Hipómenes i Atalanta de Guido Reni, o la Lucrècia de Luca Cambiaso. Aquestes obres van ser salvades de la crema, pel pintor de cambra del rei, Anton Raphael Mengs, que el va convèncer perquè servissin de models d'estudi per a la Reial Acadèmia de Belles Arts de San Fernando. Primer es va endur aquestes obres a casa seva -quedant-se per a gaudi personal una Venus de Tiziano- i després al taller dels pintors de la cort, l'anomenada casa del Rebeque, al costat de l'Alcàsser Nou. Algunes d'aquestes obres van passar el 1827 al Museu del Prado, on es van confinar en una sala especial tancada al públic, que solament es visitava amb permisos especials, i no van ser exhibides públicament fins al 1838. En memòria d'aquest fet, el 2004 el Museu del Prado va organitzar una exposició temporal anomenada La sala Reservada, amb una selecció dels millors nus dels fons de la institució.
Els processos inquisitorials van afectar també un artista de la talla de Francisco de Goya, denunciat al Sant Ofici per la seva obra La maja nua, la qual va ser requisada pel tribunal el 1814. La Inquisició la va qualificar d'«obscena», i va iniciar un judici a Goya, el qual va aconseguir l'absolució gràcies a la intervenció del cardenal Luis María de Borbón y Vallabriga. L'obra va quedar dipositada fora de la vista del públic pràcticament fins inicis del segle xx. Aquesta obra va generar una altra polèmica el 1927, quan Correus d'Espanya va emetre un segell amb La maja nua, i fou la primera vegada que apareixia un nu femení en la filatèlia, cosa que va ser un gran escàndol.

Els exemples de censura i persecució del nu artístic són abundants en tota la història recent de l'art occidental: en el segle xviii, Lluís I d'Orleans va destruir a ganivetades el quadre Leda amb el cigne de Correggio, ja que el considerava lasciu; tanmateix, els fragments van ser recollits i acoblats novament, llevat del cap, que va ser repintat posteriorment.

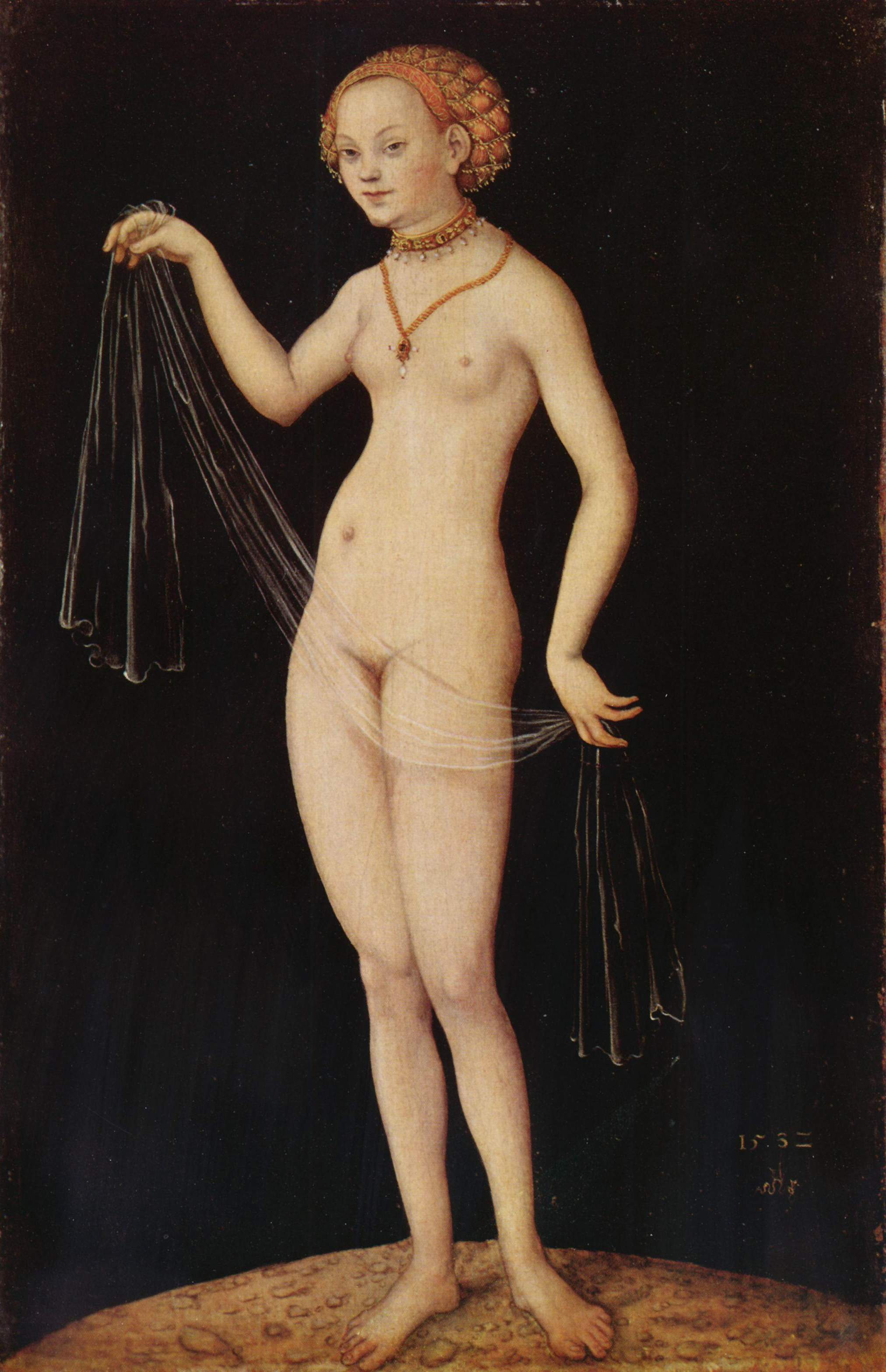
Venus (1532), de Lucas Cranach el Vell, Städelsches Kunstinstitut, Frankfurt del Main, censurada pel metro de Londres el 2008

 Al segle xix, l'artista estatunidenc Thomas Eakins va ser expulsat de la Pennsilvània Academy of Arts de Filadèlfia per haver introduït la pràctica acadèmica de l'estudi del nu pres del natural. A Bèlgica, el 1865, Victor Lagye va ser encarregat de cobrir amb pells les figures d'Adam i Eva de L'adoració de l'Anyell Místic de la catedral de Gant. A la Gran Bretanya, per petició de la reina Victòria, es va crear un enorme pàmpol per cobrir una rèplica del David de Miquel Àngel, que encara es conserva al Victoria and Albert Museum.
Al segle xx, encara van existir nombrosos casos de censura i agressions a nus artístics: el 1914, una sufragista britànica anomenada Mary Richardson va agredir amb una destral de carnisser la Venus del mirall de Diego Velázquez, ja que considerava que oferia una imatge de la dona com a objecte. L'acte vandàlic es va saldar amb set talls a la pintura, causant danys a la zona entre les espatlles de la figura, que venturosament van ser reparats amb èxit pel restaurador cap de la National Gallery de Londres, Helmut Ruhemann. Richardson va ser sentenciada a sis mesos de presó, el màxim permès per la destrucció d'una obra d'art. El 1917, la policia va clausurar una exposició d'Amedeo Modigliani a la galeria Berthe Weill, el mateix dia de la inauguració, per «ofenses al pudor», ja que els nus mostraven «pèl al pubis». A causa de l'escàndol, l'artista no va vendre cap quadre. El 1927, en plena dictadura de Primo de Rivera, es va produir una gran polèmica per la col·locació de diverses escultures de nu a la plaça Catalunya de Barcelona, amb ocasió del seu remodelatge per a  l'Exposició Internacional de 1929. En desgreuge, el 1931 -ja en època republicana- es va realitzar una Exposició del nu, organitzada pel Cercle Artístic de Sant Lluc, a la qual van concórrer els millors artistes de tot l'estat.
Al segle xxi, encara que per regla general el nu és vist amb naturalitat per la major part de la població, encara es produeixen casos de censura artística: el 2001, el secretari de Justícia dels Estats Units, John Ashcroft, va ordenar ocultar l'estàtua Spirit of Justice que presideix la sala d'actes del Departament de Justícia a Washington, ja que mostrava els pits nus. El 2008 es van retirar del metro de Londres uns cartells publicitaris que reproduïen una Venus nua pintada per Lucas Cranach el Vell i que servien per a anunciar una exposició dedicada al pintor renaixentista alemany a la Royal Academy, ja que segons la companyia «podria ferir i ofendre la sensibilitat dels usuaris del metro». També el 2008, el primer ministre italià, Silvio Berlusconi, va ordenar cobrir un pit nu que mostrava l'al·legoria La veritat desvelada pel temps, de Giambattista Tiepolo, ja que era la imatge central de la sala d'actes de premsa del govern, i apareixia al fons del premier en les seves compareixences davant la televisió.

## Iconografia
El nu ha tingut, especialment des del Renaixement, un marcat sentit iconogràfic, ja que, potser pel pudor a la representació del cos humà nu, l'artista ha cercat freqüentment una excusa temàtica per poder representar nus, atorgant-los un significat en general relacionat amb la mitologia grecoromana i, de vegades, amb la religió. Fins al segle xix pràcticament no hi ha nus «al natural», despullats de tot simbolisme, nus que només reflecteixin la qualitat estètica intrínseca del cos humà. Les fonts iconogràfiques per a aquestes representacions es troben als textos dels autors clàssics grecoromans (Homer, Titus Livi, Ovidi), per a la mitologia, i la Biblia (Antic i Nou Testament) per a la religió. Molts artistes estaven al corrent de les diverses temàtiques mitològiques o religioses, així com de l'obra d'altres autors, pels gravats i xilografies que circulaven per tot Europa, sobretot des del segle xvi -pocs eren els artistes realment erudits i que podien extreure informació directament de les fonts clàssiques, com Rubens, que sabia llatí i diversos idiomes europeus-. Amb el temps, es va forjar un corpus iconogràfic que recollia els principals mites, llegendes, passatges sagrats i relats històrics, amb obres com La llegenda daurada de Jacopo da Varazze (segle xiii), sobre vides dels sants i de Crist i la Verge Maria, o La genealogia dels déus pagans de Giovanni Boccaccio (1360-1370), sobre mitologia grega i romana.
Alguns dels temes més recurrents en la iconografia del nu són:
| El naixement de Venus Segons diu la llegenda, Venus, dea de l'amor, va néixer dels genitals del déu Urà, tallats pel seu fill Cronos i després llançats al mar: «quan Cronos va haver tallat els genitals amb l'acer, els va llançar immediatament a les aigües agitades. El membre d'aquest poderós déu va quedar flotant i al seu entorn va sorgir una bromera blanca i resplendent de la qual va néixer una noia». Hesíode, Teogonia, 188-202. | El naixement de Venus Segons diu la llegenda, Venus, dea de l'amor, va néixer dels genitals del déu Urà, tallats pel seu fill Cronos i després llançats al mar: «quan Cronos va haver tallat els genitals amb l'acer, els va llançar immediatament a les aigües agitades. El membre d'aquest poderós déu va quedar flotant i al seu entorn va sorgir una bromera blanca i resplendent de la qual va néixer una noia». Hesíode, Teogonia, 188-202. | El naixement de Venus Segons diu la llegenda, Venus, dea de l'amor, va néixer dels genitals del déu Urà, tallats pel seu fill Cronos i després llançats al mar: «quan Cronos va haver tallat els genitals amb l'acer, els va llançar immediatament a les aigües agitades. El membre d'aquest poderós déu va quedar flotant i al seu entorn va sorgir una bromera blanca i resplendent de la qual va néixer una noia». Hesíode, Teogonia, 188-202. | El naixement de Venus Segons diu la llegenda, Venus, dea de l'amor, va néixer dels genitals del déu Urà, tallats pel seu fill Cronos i després llançats al mar: «quan Cronos va haver tallat els genitals amb l'acer, els va llançar immediatament a les aigües agitades. El membre d'aquest poderós déu va quedar flotant i al seu entorn va sorgir una bromera blanca i resplendent de la qual va néixer una noia». Hesíode, Teogonia, 188-202. | El naixement de Venus Segons diu la llegenda, Venus, dea de l'amor, va néixer dels genitals del déu Urà, tallats pel seu fill Cronos i després llançats al mar: «quan Cronos va haver tallat els genitals amb l'acer, els va llançar immediatament a les aigües agitades. El membre d'aquest poderós déu va quedar flotant i al seu entorn va sorgir una bromera blanca i resplendent de la qual va néixer una noia». Hesíode, Teogonia, 188-202. | El naixement de Venus Segons diu la llegenda, Venus, dea de l'amor, va néixer dels genitals del déu Urà, tallats pel seu fill Cronos i després llançats al mar: «quan Cronos va haver tallat els genitals amb l'acer, els va llançar immediatament a les aigües agitades. El membre d'aquest poderós déu va quedar flotant i al seu entorn va sorgir una bromera blanca i resplendent de la qual va néixer una noia». Hesíode, Teogonia, 188-202. |
| --- | --- | --- | --- | --- | --- |
| El naixement de Venus | El triomf de Venus, de Boucher | El Naixement de Venus, de Duval | Naixement de Venus de Cabanel | Naixement de Venus de William-Adolphe Bouguereau | |
| Per Sandro Botticelli, Galleria degli Uffizi, Florència (1485) | Per François Boucher, Nationalmuseum Estocolm (1740) | Per Amaury-Duval, Palais des Beaux-Arts de Lille (1862) | Per Cabanel, Metropolitan Museum of Art, Nova York (1863) | Per William-Adolphe Bouguereau, Musée d'Orsay, París (1879) | |

| Les tres gràcies En la mitologia grega, les Càrites o gràcies (Gratiae en llatí) eren les dees de l'encant, la bellesa, la natura, la creativitat humana i la fertilitat. Eren tres germanes: Aglaia (bellesa), Eufròsine (joia) i Talia (festivitat). Habitaven a l'Olimp, i al costat de les muses formaven part del seguici d'Apol·lo. | Les tres gràcies En la mitologia grega, les Càrites o gràcies (Gratiae en llatí) eren les dees de l'encant, la bellesa, la natura, la creativitat humana i la fertilitat. Eren tres germanes: Aglaia (bellesa), Eufròsine (joia) i Talia (festivitat). Habitaven a l'Olimp, i al costat de les muses formaven part del seguici d'Apol·lo. | Les tres gràcies En la mitologia grega, les Càrites o gràcies (Gratiae en llatí) eren les dees de l'encant, la bellesa, la natura, la creativitat humana i la fertilitat. Eren tres germanes: Aglaia (bellesa), Eufròsine (joia) i Talia (festivitat). Habitaven a l'Olimp, i al costat de les muses formaven part del seguici d'Apol·lo. | Les tres gràcies En la mitologia grega, les Càrites o gràcies (Gratiae en llatí) eren les dees de l'encant, la bellesa, la natura, la creativitat humana i la fertilitat. Eren tres germanes: Aglaia (bellesa), Eufròsine (joia) i Talia (festivitat). Habitaven a l'Olimp, i al costat de les muses formaven part del seguici d'Apol·lo. | Les tres gràcies En la mitologia grega, les Càrites o gràcies (Gratiae en llatí) eren les dees de l'encant, la bellesa, la natura, la creativitat humana i la fertilitat. Eren tres germanes: Aglaia (bellesa), Eufròsine (joia) i Talia (festivitat). Habitaven a l'Olimp, i al costat de les muses formaven part del seguici d'Apol·lo. | Les tres gràcies En la mitologia grega, les Càrites o gràcies (Gratiae en llatí) eren les dees de l'encant, la bellesa, la natura, la creativitat humana i la fertilitat. Eren tres germanes: Aglaia (bellesa), Eufròsine (joia) i Talia (festivitat). Habitaven a l'Olimp, i al costat de les muses formaven part del seguici d'Apol·lo. |
| --- | --- | --- | --- | --- | --- |
| Les Tres Gràcies | Les Tres Gràcies de Rafael | Les Tres Gràcies de Rubens | Les Tres Gràcies de van Loo | Les Tres Gràcies d'Antonio Canova | |
| Còpia romana de l'Era Imperial d'un original hel·lenístic (segle II) | Per Rafael, Museu Condé, Chantilly (1504) | Per Peter Paul Rubens, Museu del Prado (1636-1639) | Per C. A. van Loo, Museu d'Art del Comtat de Los Angeles (1763) | Per Antonio Canova, Ermitage, Sant Petersburg (1814-1817) | |

| Judici de Paris Paris era el fill menor del rei de Troia, i va ser escollit per dirimir la disputa entre les dees Atena, Hera i Afrodita, enfrontades sobre quina de les tres era la més bella. Paris va escollir Afrodita, i la seva recompensa va ser l'amor d'Helena, esposa del rei d'Esparta, el rapte de la qual va provocar la Guerra de Troia. Entre els autors clàssics que van tractar aquest tema es troben Homer (Ilíada) i Ovidi (Les metamorfosis). | Judici de Paris Paris era el fill menor del rei de Troia, i va ser escollit per dirimir la disputa entre les dees Atena, Hera i Afrodita, enfrontades sobre quina de les tres era la més bella. Paris va escollir Afrodita, i la seva recompensa va ser l'amor d'Helena, esposa del rei d'Esparta, el rapte de la qual va provocar la Guerra de Troia. Entre els autors clàssics que van tractar aquest tema es troben Homer (Ilíada) i Ovidi (Les metamorfosis). | Judici de Paris Paris era el fill menor del rei de Troia, i va ser escollit per dirimir la disputa entre les dees Atena, Hera i Afrodita, enfrontades sobre quina de les tres era la més bella. Paris va escollir Afrodita, i la seva recompensa va ser l'amor d'Helena, esposa del rei d'Esparta, el rapte de la qual va provocar la Guerra de Troia. Entre els autors clàssics que van tractar aquest tema es troben Homer (Ilíada) i Ovidi (Les metamorfosis). | Judici de Paris Paris era el fill menor del rei de Troia, i va ser escollit per dirimir la disputa entre les dees Atena, Hera i Afrodita, enfrontades sobre quina de les tres era la més bella. Paris va escollir Afrodita, i la seva recompensa va ser l'amor d'Helena, esposa del rei d'Esparta, el rapte de la qual va provocar la Guerra de Troia. Entre els autors clàssics que van tractar aquest tema es troben Homer (Ilíada) i Ovidi (Les metamorfosis). | Judici de Paris Paris era el fill menor del rei de Troia, i va ser escollit per dirimir la disputa entre les dees Atena, Hera i Afrodita, enfrontades sobre quina de les tres era la més bella. Paris va escollir Afrodita, i la seva recompensa va ser l'amor d'Helena, esposa del rei d'Esparta, el rapte de la qual va provocar la Guerra de Troia. Entre els autors clàssics que van tractar aquest tema es troben Homer (Ilíada) i Ovidi (Les metamorfosis). | Judici de Paris Paris era el fill menor del rei de Troia, i va ser escollit per dirimir la disputa entre les dees Atena, Hera i Afrodita, enfrontades sobre quina de les tres era la més bella. Paris va escollir Afrodita, i la seva recompensa va ser l'amor d'Helena, esposa del rei d'Esparta, el rapte de la qual va provocar la Guerra de Troia. Entre els autors clàssics que van tractar aquest tema es troben Homer (Ilíada) i Ovidi (Les metamorfosis). |
| --- | --- | --- | --- | --- | --- |
| Judici de Paris, per Lucas Cranach | Judici de Paris, per Mengs | Judici de Paris, per Simonet | Judici de Paris, per Renoir | Judici de Paris, per Kirchner | |
| Per Lucas Cranach el Vell, Statens Museum for Kunst, Copenhague (1527) | Per Anton Raphael Mengs, Ermitage, Sant Petersburg (1757) | Per Enric Simonet i Lombardo, Museu de Bellas Artes de Màlaga (1904) | Per Pierre-Auguste Renoir, Hiroshima Museum of Art (1908-1910) | Per Ernst Ludwig Kirchner, Wilhelm-Hack Museum, Ludwigshafen (1912) | |

| Leda i el cigne Leda era una princesa etòlia que va ser seduïda per Zeus en forma de cigne, i engendrà Càstor i Pòl·lux, i Helena, el rapte de la qual per Paris va iniciar la Guerra de Troia. | Leda i el cigne Leda era una princesa etòlia que va ser seduïda per Zeus en forma de cigne, i engendrà Càstor i Pòl·lux, i Helena, el rapte de la qual per Paris va iniciar la Guerra de Troia. | Leda i el cigne Leda era una princesa etòlia que va ser seduïda per Zeus en forma de cigne, i engendrà Càstor i Pòl·lux, i Helena, el rapte de la qual per Paris va iniciar la Guerra de Troia. | Leda i el cigne Leda era una princesa etòlia que va ser seduïda per Zeus en forma de cigne, i engendrà Càstor i Pòl·lux, i Helena, el rapte de la qual per Paris va iniciar la Guerra de Troia. | Leda i el cigne Leda era una princesa etòlia que va ser seduïda per Zeus en forma de cigne, i engendrà Càstor i Pòl·lux, i Helena, el rapte de la qual per Paris va iniciar la Guerra de Troia. | Leda i el cigne Leda era una princesa etòlia que va ser seduïda per Zeus en forma de cigne, i engendrà Càstor i Pòl·lux, i Helena, el rapte de la qual per Paris va iniciar la Guerra de Troia. |
| --- | --- | --- | --- | --- | --- |
| Leda i el Cigne, per da Vinci | Leda i el Cigne, per Boucher | Leda i el Cigne, per Clésinger | Leda i el Cigne, per Moreau | Leda i el Cigne, per Cézanne | |
| Per Leonardo da Vinci, Galeria Borghese, Roma (1504-1506) | Per François Boucher, Nationalmuseum Estocolm (1742) | Per Auguste Clésinger, Museu de Picardia, Amiens (1864) | Per Gustave Moreau, Museu Gustave Moreau, París (1865-1875) | Per Paul Cézanne, Barnes Foundation, Merion, Pennsilvània (1880-1882) | |

| Adam i Eva Segons la Biblia, «Jehovà Déu va fer caure una son profunda sobre l'home i, mentre aquest dormia, va prendre una de les seves costelles i aleshores va tancar la carn sobre el seu lloc. I Jehovà Déu va procedir a construir de la costella que havia pres de l'home una dona, i a portar-la a l'home»; «i tots dos continuaven nus, l'home i la seva esposa, i tanmateix no s'avergonyien» (Gènesi, 2, 21-25). Aquesta és la justificació per a la nuesa d'Adam i Eva, els primers éssers humans la nuesa dels quals era natural, no maculada pel pecat, i així vivien en el paradís fins a la seva expulsió després del pecat original. | Adam i Eva Segons la Biblia, «Jehovà Déu va fer caure una son profunda sobre l'home i, mentre aquest dormia, va prendre una de les seves costelles i aleshores va tancar la carn sobre el seu lloc. I Jehovà Déu va procedir a construir de la costella que havia pres de l'home una dona, i a portar-la a l'home»; «i tots dos continuaven nus, l'home i la seva esposa, i tanmateix no s'avergonyien» (Gènesi, 2, 21-25). Aquesta és la justificació per a la nuesa d'Adam i Eva, els primers éssers humans la nuesa dels quals era natural, no maculada pel pecat, i així vivien en el paradís fins a la seva expulsió després del pecat original. | Adam i Eva Segons la Biblia, «Jehovà Déu va fer caure una son profunda sobre l'home i, mentre aquest dormia, va prendre una de les seves costelles i aleshores va tancar la carn sobre el seu lloc. I Jehovà Déu va procedir a construir de la costella que havia pres de l'home una dona, i a portar-la a l'home»; «i tots dos continuaven nus, l'home i la seva esposa, i tanmateix no s'avergonyien» (Gènesi, 2, 21-25). Aquesta és la justificació per a la nuesa d'Adam i Eva, els primers éssers humans la nuesa dels quals era natural, no maculada pel pecat, i així vivien en el paradís fins a la seva expulsió després del pecat original. | Adam i Eva Segons la Biblia, «Jehovà Déu va fer caure una son profunda sobre l'home i, mentre aquest dormia, va prendre una de les seves costelles i aleshores va tancar la carn sobre el seu lloc. I Jehovà Déu va procedir a construir de la costella que havia pres de l'home una dona, i a portar-la a l'home»; «i tots dos continuaven nus, l'home i la seva esposa, i tanmateix no s'avergonyien» (Gènesi, 2, 21-25). Aquesta és la justificació per a la nuesa d'Adam i Eva, els primers éssers humans la nuesa dels quals era natural, no maculada pel pecat, i així vivien en el paradís fins a la seva expulsió després del pecat original. | Adam i Eva Segons la Biblia, «Jehovà Déu va fer caure una son profunda sobre l'home i, mentre aquest dormia, va prendre una de les seves costelles i aleshores va tancar la carn sobre el seu lloc. I Jehovà Déu va procedir a construir de la costella que havia pres de l'home una dona, i a portar-la a l'home»; «i tots dos continuaven nus, l'home i la seva esposa, i tanmateix no s'avergonyien» (Gènesi, 2, 21-25). Aquesta és la justificació per a la nuesa d'Adam i Eva, els primers éssers humans la nuesa dels quals era natural, no maculada pel pecat, i així vivien en el paradís fins a la seva expulsió després del pecat original. | Adam i Eva Segons la Biblia, «Jehovà Déu va fer caure una son profunda sobre l'home i, mentre aquest dormia, va prendre una de les seves costelles i aleshores va tancar la carn sobre el seu lloc. I Jehovà Déu va procedir a construir de la costella que havia pres de l'home una dona, i a portar-la a l'home»; «i tots dos continuaven nus, l'home i la seva esposa, i tanmateix no s'avergonyien» (Gènesi, 2, 21-25). Aquesta és la justificació per a la nuesa d'Adam i Eva, els primers éssers humans la nuesa dels quals era natural, no maculada pel pecat, i així vivien en el paradís fins a la seva expulsió després del pecat original. |
| --- | --- | --- | --- | --- | --- |
| Adam i Eva per Masaccio | Adam i Eva per Lucas Cranach el Vell | Adam i Eva per Albert Dürer | Adam i Eva per Tiziano | Adam i Eva per John Liston Byam Shaw | |
| Per Masaccio, Capella Brancacci, Santa Maria del Carmine, Florència (1425-1428) | Per Albert Dürer, Museu del Prado, Madrid (1507) | Per Lucas Cranach el Vell, Uffizi, Florència (1528) | Per Tiziano, Museu del Prado, Madrid (1550) | Per John Liston Byam Shaw, (1911) | |

| Crucifixió de Crist Novament la Bíblia justifica la nuesa de Crist en el seu martiri: «llavors els soldats del governador van portar Jesús dintre del palau i van reunir amb ell tot el cos de soldats. I despullant-lo, li van posar un mantell escarlata, i van entreteixir una corona d'espines i se la van posar damunt del cap, i una canya a la mà dreta» (Mateu, 27, 27-29). Segons la tradició, Crist va ser crucificat portant només un tapall, i el seu cos mutilat pels legionaris. Així doncs, la majoria d'imatges sobre el calvari de Crist mostren el seu cos nu, esquinçat pel dolor. | Crucifixió de Crist Novament la Bíblia justifica la nuesa de Crist en el seu martiri: «llavors els soldats del governador van portar Jesús dintre del palau i van reunir amb ell tot el cos de soldats. I despullant-lo, li van posar un mantell escarlata, i van entreteixir una corona d'espines i se la van posar damunt del cap, i una canya a la mà dreta» (Mateu, 27, 27-29). Segons la tradició, Crist va ser crucificat portant només un tapall, i el seu cos mutilat pels legionaris. Així doncs, la majoria d'imatges sobre el calvari de Crist mostren el seu cos nu, esquinçat pel dolor. | Crucifixió de Crist Novament la Bíblia justifica la nuesa de Crist en el seu martiri: «llavors els soldats del governador van portar Jesús dintre del palau i van reunir amb ell tot el cos de soldats. I despullant-lo, li van posar un mantell escarlata, i van entreteixir una corona d'espines i se la van posar damunt del cap, i una canya a la mà dreta» (Mateu, 27, 27-29). Segons la tradició, Crist va ser crucificat portant només un tapall, i el seu cos mutilat pels legionaris. Així doncs, la majoria d'imatges sobre el calvari de Crist mostren el seu cos nu, esquinçat pel dolor. | Crucifixió de Crist Novament la Bíblia justifica la nuesa de Crist en el seu martiri: «llavors els soldats del governador van portar Jesús dintre del palau i van reunir amb ell tot el cos de soldats. I despullant-lo, li van posar un mantell escarlata, i van entreteixir una corona d'espines i se la van posar damunt del cap, i una canya a la mà dreta» (Mateu, 27, 27-29). Segons la tradició, Crist va ser crucificat portant només un tapall, i el seu cos mutilat pels legionaris. Així doncs, la majoria d'imatges sobre el calvari de Crist mostren el seu cos nu, esquinçat pel dolor. | Crucifixió de Crist Novament la Bíblia justifica la nuesa de Crist en el seu martiri: «llavors els soldats del governador van portar Jesús dintre del palau i van reunir amb ell tot el cos de soldats. I despullant-lo, li van posar un mantell escarlata, i van entreteixir una corona d'espines i se la van posar damunt del cap, i una canya a la mà dreta» (Mateu, 27, 27-29). Segons la tradició, Crist va ser crucificat portant només un tapall, i el seu cos mutilat pels legionaris. Així doncs, la majoria d'imatges sobre el calvari de Crist mostren el seu cos nu, esquinçat pel dolor. | Crucifixió de Crist Novament la Bíblia justifica la nuesa de Crist en el seu martiri: «llavors els soldats del governador van portar Jesús dintre del palau i van reunir amb ell tot el cos de soldats. I despullant-lo, li van posar un mantell escarlata, i van entreteixir una corona d'espines i se la van posar damunt del cap, i una canya a la mà dreta» (Mateu, 27, 27-29). Segons la tradició, Crist va ser crucificat portant només un tapall, i el seu cos mutilat pels legionaris. Així doncs, la majoria d'imatges sobre el calvari de Crist mostren el seu cos nu, esquinçat pel dolor. |
| --- | --- | --- | --- | --- | --- |
| Crucifixió de Crist per Cimabue | Crucifixió de Crist per Matthias Grünewald | Crucifixió de Crist per | Crucifixió de Crist per Velázquez | Crucifixió de Crist per Gauguin | |
| Crucifix (1275-1285), de Cimabue, Museu de Santa Croce, Florència | La crucifixió, taula central del Retaule d'Issenheim (1512-1516), de Matthias Grünewald, Museu de Unterlinden, Colmar | Crist crucificat (1639), de Diego Velázquez, Museu del Prado, Madrid | Crist crucificat (1780), de Francisco de Goya, Museu del Prado, Madrid | El Crist groc (1889), de Paul Gauguin, Buffalo AKG Art Museum, Buffalo | |

| Al·legories L'al·legoria és una figura literària o tema artístic que pretén representar una idea valent-se de formes humanes, animals o objectes quotidians. Prové de la Retòrica d'Aristòtil, en què especifica els instruments adequats perquè l'art pugui persuadir l'espectador. Al costat d'altres figures retòriques (metàfora, metonímia, paràfrasi, emblema, símbol), l'al·legoria relaciona de manera intrínseca la forma i el contingut d'una obra, de tal forma que pugui manifestar la seva essència visiblement i coherent. | Al·legories L'al·legoria és una figura literària o tema artístic que pretén representar una idea valent-se de formes humanes, animals o objectes quotidians. Prové de la Retòrica d'Aristòtil, en què especifica els instruments adequats perquè l'art pugui persuadir l'espectador. Al costat d'altres figures retòriques (metàfora, metonímia, paràfrasi, emblema, símbol), l'al·legoria relaciona de manera intrínseca la forma i el contingut d'una obra, de tal forma que pugui manifestar la seva essència visiblement i coherent. | Al·legories L'al·legoria és una figura literària o tema artístic que pretén representar una idea valent-se de formes humanes, animals o objectes quotidians. Prové de la Retòrica d'Aristòtil, en què especifica els instruments adequats perquè l'art pugui persuadir l'espectador. Al costat d'altres figures retòriques (metàfora, metonímia, paràfrasi, emblema, símbol), l'al·legoria relaciona de manera intrínseca la forma i el contingut d'una obra, de tal forma que pugui manifestar la seva essència visiblement i coherent. | Al·legories L'al·legoria és una figura literària o tema artístic que pretén representar una idea valent-se de formes humanes, animals o objectes quotidians. Prové de la Retòrica d'Aristòtil, en què especifica els instruments adequats perquè l'art pugui persuadir l'espectador. Al costat d'altres figures retòriques (metàfora, metonímia, paràfrasi, emblema, símbol), l'al·legoria relaciona de manera intrínseca la forma i el contingut d'una obra, de tal forma que pugui manifestar la seva essència visiblement i coherent. | Al·legories L'al·legoria és una figura literària o tema artístic que pretén representar una idea valent-se de formes humanes, animals o objectes quotidians. Prové de la Retòrica d'Aristòtil, en què especifica els instruments adequats perquè l'art pugui persuadir l'espectador. Al costat d'altres figures retòriques (metàfora, metonímia, paràfrasi, emblema, símbol), l'al·legoria relaciona de manera intrínseca la forma i el contingut d'una obra, de tal forma que pugui manifestar la seva essència visiblement i coherent. | Al·legories L'al·legoria és una figura literària o tema artístic que pretén representar una idea valent-se de formes humanes, animals o objectes quotidians. Prové de la Retòrica d'Aristòtil, en què especifica els instruments adequats perquè l'art pugui persuadir l'espectador. Al costat d'altres figures retòriques (metàfora, metonímia, paràfrasi, emblema, símbol), l'al·legoria relaciona de manera intrínseca la forma i el contingut d'una obra, de tal forma que pugui manifestar la seva essència visiblement i coherent. |
| --- | --- | --- | --- | --- | --- |
| Al·legoria de la música | Al·legoria de la justícia | La veritat | Els cinc sentits | Al·legoria de l'escultura | |
| Al·legoria de la música (1529), de Hans Baldung, Alte Pinakothek, Múnic | Al·legoria de la justícia (1537), de Lucas Cranach el Vell, Amsterdam Fridart Stichting | La veritat (1870), de Jules Joseph Lefebvre, Musée d'Orsay, París | Els cinc sentits (1884), de Hans Makart, Österreichische Galerie Belvedere, Viena | Al·legoria de l'escultura (1889), de Gustav Klimt, Österreischisches Museum für Angewandte Kunst, Viena | |

| Putti Els putti (plural de putto, 'petit nen' en italià) són motius ornamentals consistents en figures de nens, freqüentment nus i alats, en forma de Cupido, querubí o amoret. Són abundants al Renaixement i Barroc italià, i formen part de la recuperació de motius clàssics típica de l'època. | Putti Els putti (plural de putto, 'petit nen' en italià) són motius ornamentals consistents en figures de nens, freqüentment nus i alats, en forma de Cupido, querubí o amoret. Són abundants al Renaixement i Barroc italià, i formen part de la recuperació de motius clàssics típica de l'època. | Putti Els putti (plural de putto, 'petit nen' en italià) són motius ornamentals consistents en figures de nens, freqüentment nus i alats, en forma de Cupido, querubí o amoret. Són abundants al Renaixement i Barroc italià, i formen part de la recuperació de motius clàssics típica de l'època. | Putti Els putti (plural de putto, 'petit nen' en italià) són motius ornamentals consistents en figures de nens, freqüentment nus i alats, en forma de Cupido, querubí o amoret. Són abundants al Renaixement i Barroc italià, i formen part de la recuperació de motius clàssics típica de l'època. | Putti Els putti (plural de putto, 'petit nen' en italià) són motius ornamentals consistents en figures de nens, freqüentment nus i alats, en forma de Cupido, querubí o amoret. Són abundants al Renaixement i Barroc italià, i formen part de la recuperació de motius clàssics típica de l'època. | Putti Els putti (plural de putto, 'petit nen' en italià) són motius ornamentals consistents en figures de nens, freqüentment nus i alats, en forma de Cupido, querubí o amoret. Són abundants al Renaixement i Barroc italià, i formen part de la recuperació de motius clàssics típica de l'època. |
| --- | --- | --- | --- | --- | --- |
| Putto en equilibri sobre un globus | Cupido sostenint una bola de vidre | Anunciació | La Toilette de Venus | Amor i Psique infants | |
| Putto en equilibri sobre un globus (1480), de Andrea del Verrocchio, National Gallery of Art, Washington DC | Cupido sostenint una bola de vidre (1650-1655), de Caesar van Everdingen, col·lecció privada | Anunciació (1655-1660), de Bartolomé Esteban Murillo, Ermitage, Sant Petersburg | La toilette de Venus (1751), de François Boucher, Metropolitan Museum of Art, Nova York | Amor i Psique infants (1890), de William-Adolphe Bouguereau | |

## Nu antiestètic

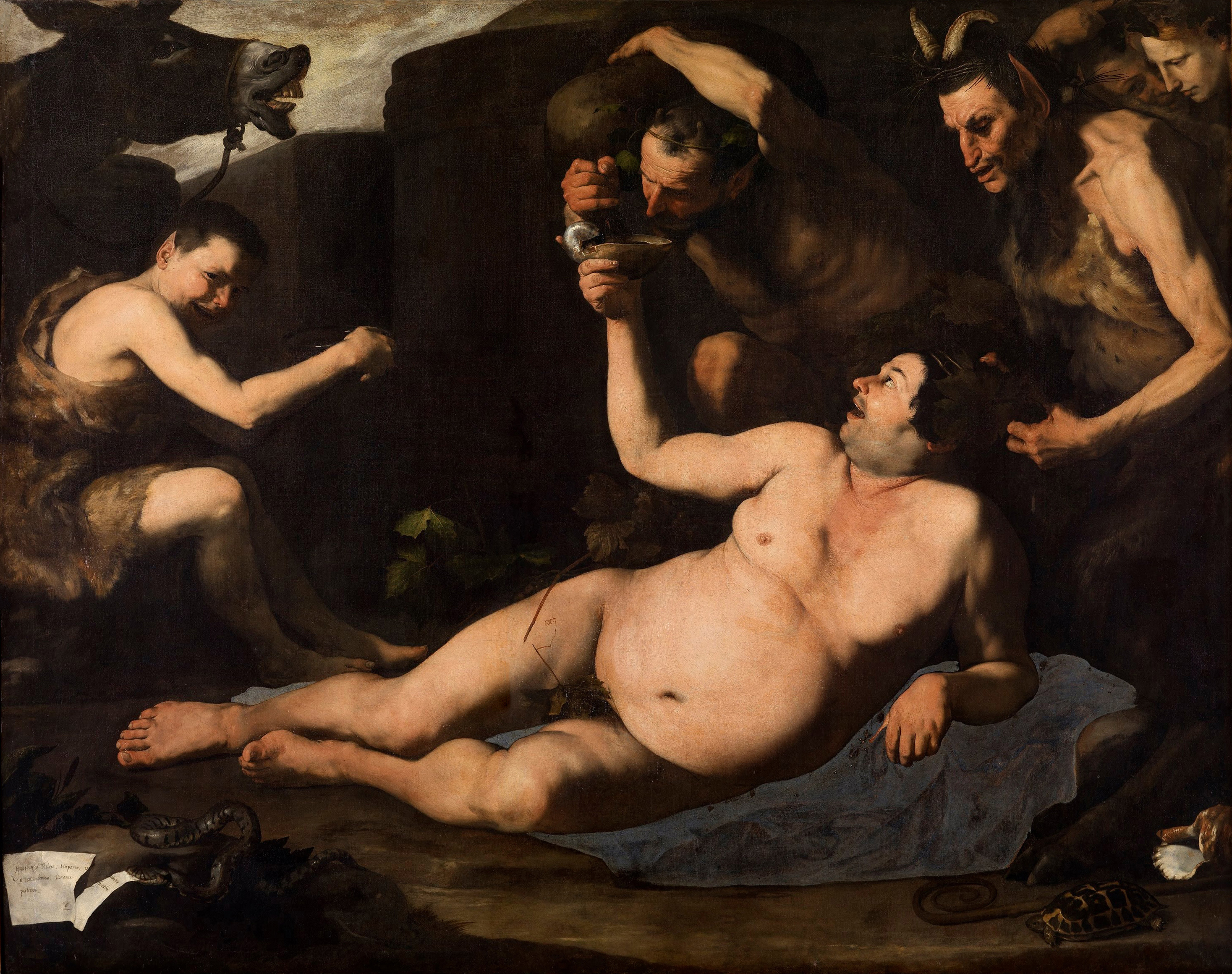
Silè begut (1626), de Josep de Ribera, Galleria Nazionale di Capodimonte, Nàpols

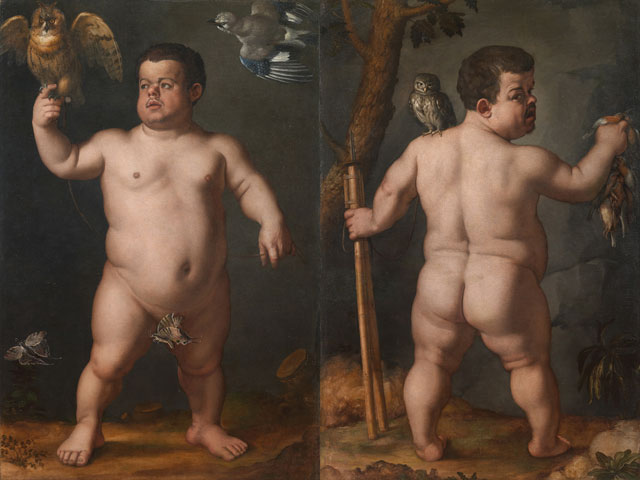
El nan Morgante d'esquena amb un mussol a l'espatlla (1552), de Bronzino, galeria Palatina, Florència

El nu acostuma a identificar-se amb la bellesa, però no tots els nus són bells o agradables; també existeixen representacions de personatges nus que per diverses raons resulten lletjos o repugnants, o mancats de qualsevol atractiu físic, bé per la seva naturalesa poc afavorida, per deformitats o malformacions, per estar representats en la seva vellesa o per ser personatges malvats o depravats, o també monstres o éssers fantàstics de la mitologia (sàtirs, silès) o la religió (dimonis, bruixes). Com en el cas de la bellesa, la lletjor és relativa i amb diferent percepció segons la cultura, el temps i el lloc: així com per a l'individu occidental una careta africana pot semblar horrorosa, encara que representi un déu benèvol per als seus adoradors, per a un no occidental una imatge de Crist crucificat pot resultar desagradable, encara que per a un cristià sigui símbol de redempció. La lletjor pot ser física o espiritual, però també es troba en la deformitat, l'asimetria, la desfiguració, la manca de bona harmonia, i en conceptes d'índole moral, com ara la maldat, la vilesa o la mesquinesa, al costat d'altres categories com grosser, nauseabund, repel·lent, grotesc, abominable, fastigós o obscè.

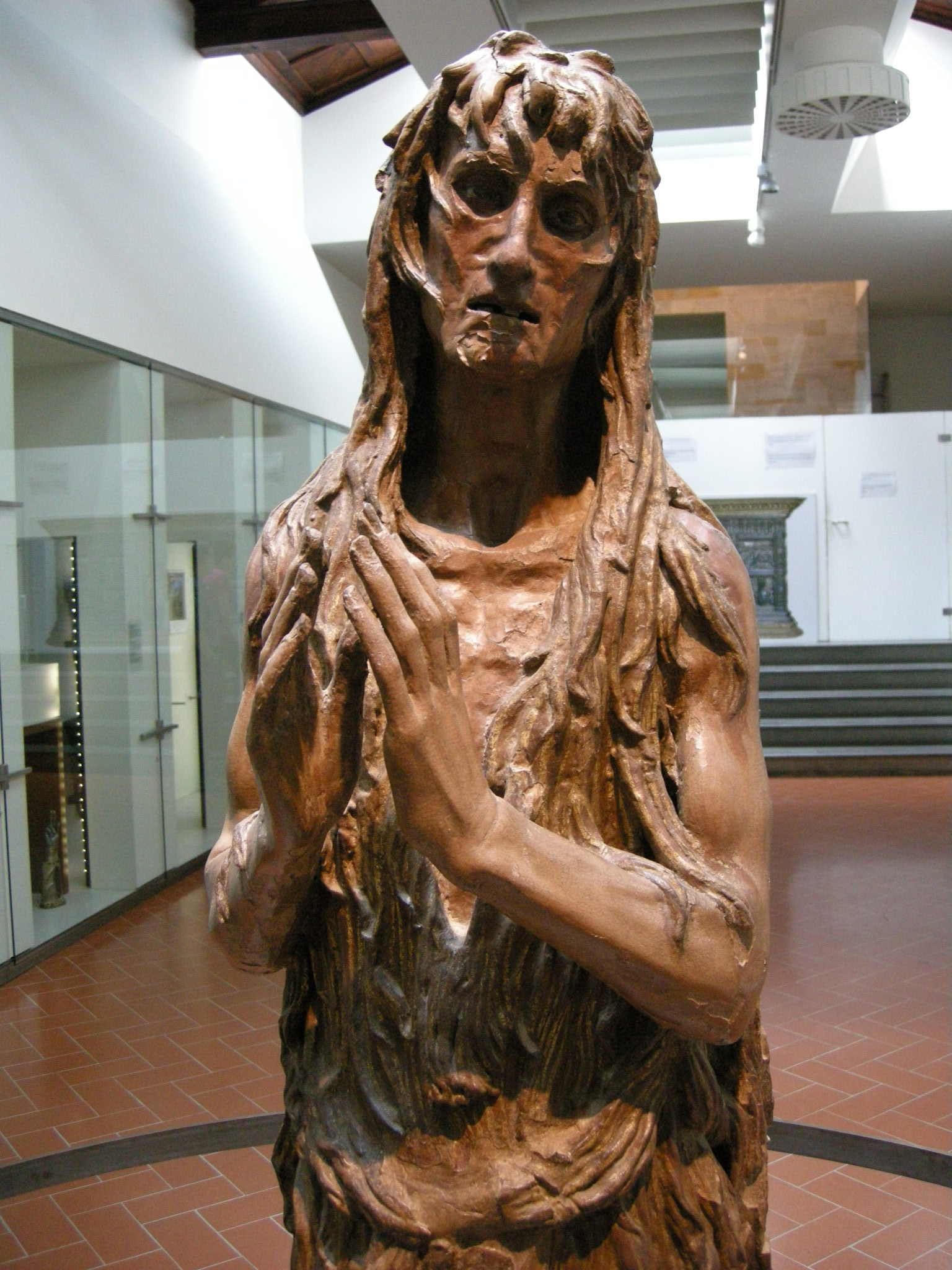
Detall de Maria Magdalena penitent

Ja en l'antiga Grècia es va produir una dicotomia entre l'equilibri del període clàssic i el sentimentalisme exacerbat i tràgic del període hel·lenístic: enfront de l'energia vital i triomfadora dels herois i atletes va sorgir el pathos, l'expressió de la derrota, del dramatisme, el sofriment, dels cossos malparats i deformats, malalts o mutilats. Així s'observa en mites com la matança dels fills de Níobe, l'agonia de Marsias, la mort d'herois com Hèctor o Melèagre) o el destí de Laocoont, temes freqüents en l'art de l'època. Aquest patetisme es va traslladar a l'edat mitjana a la passió de Jesús i el martiri de sants com sant Sebastià i sant Llorenç, els suplicis dels quals van ser sovint concretats en l'art en autèntics paroxismes de dolor i sofriment, encara que per a la teologia cristiana el martiri era un símbol de sacrifici i de redempció humans.
En el terreny de la filosofia, una de les primeres ruptures amb la bellesa clàssica es va produir amb Gotthold Ephraim Lessing, que en la seva obra Laocoont (1766) va rebutjar la idea de perfecció clàssica elaborada per Johann Joachim Winckelmann, afirmant que no pot haver-hi un concepte de perfecció universal per a totes les èpoques i totes les arts. Encara que no va rebutjar la possibilitat de trobar un sistema que relacionés totes les arts, va criticar les analogies absolutes -com la fórmula horaciana ut pictura poesis («la pintura, com la poesia», una de les bases de la teoria humanista de l'art)-. Per a Lessing, la pintura i la poesia, examinades en els seus contexts imitatius, són distintes: la pintura és adequada per a la representació de qualitats sensorials, tangibles, i pot tan sols evocar elements argumentatius; tanmateix, la poesia realitza el procés invers.
Posteriorment, Johann Karl Friedrich Rosenkranz va introduir en Estètica de la lletjor (1853) la lletjor com a categoria estètica: seguint el sistema dialèctic hegelià, va establir la bellesa com a tesi i la lletjor com a antítesi, donant com a síntesi el riure: el lleig queda anul·lat pel còmic. Per a aquest autor, el lleig no existeix en si mateix, sinó per contrast amb el bell. Va afirmar que el lleig és relatiu, mentre que el bell és absolut; així, el lleig, el «negatiu estètic», se supera des de dintre, igual que el mal es devora a si mateix. D'igual forma, va sistematitzar les categories del lleig: deformitat, incorrecció i desfiguració.

## Aspectes tècnics: la representació del cos humà

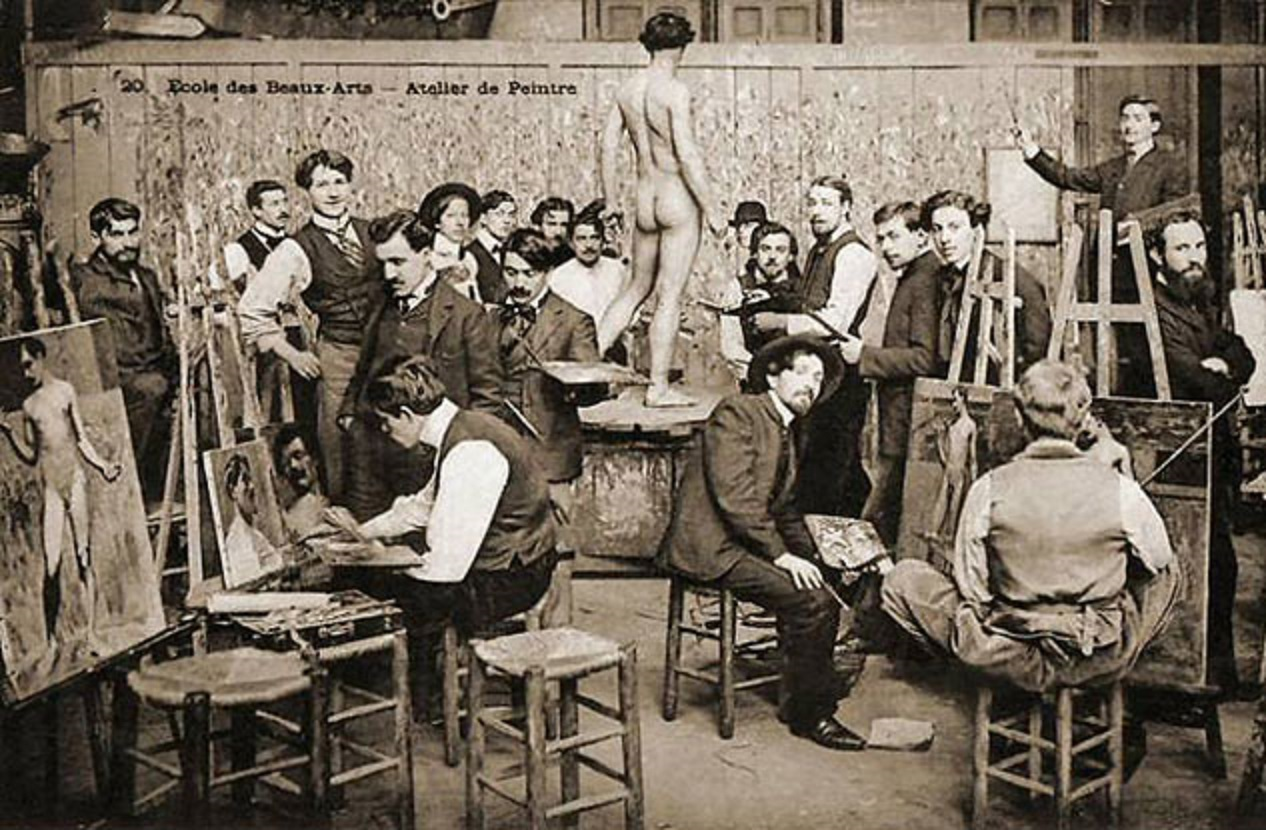
Estudiants pintant a partir d'un model natural a l'École des Beaux-Arts de París, fotografia de finals de la dècada de 1880

La representació de l'ésser humà ha estat sempre l'eix vertebrador de qualsevol composició artística, ja que l'ésser humà sempre ha sentit necessitat d'expressar-se a ell mateix, com a simple descripció física, com a recreació de la seva forma de vida o com a evocació d'un món ideal a què aspira. La representació de la figura humana és pràcticament l'únic tema comú present a l'art en tota la història, geografia, tècnica o estil artístic.

### Proporcions
Tècnicament, l'estudi del cos humà s'ha basat des de l'art clàssic grecoromà en un ideal de proporció i harmonia, encara que aquest ideal s'ha representat de forma més o menys realista segons els diversos estils artístics que s'han anat succeint. La proporció és la base de qualsevol representació humana; en paraules d'Albert Dürer: «sense proporció cap figura pot ser perfecta, per molta diligència que s'hagi posat en la seva realització». Aquesta proporció s'ha basat al llarg del temps en diferents normes o cànons per a la seva realització: a l'antic Egipte, la mida bàsica era el puny tancat i l'amplada de la mà, d'on s'obtenia un mòdul bàsic que es reproduïa per quadrícules; així, el cap formava tres mòduls, d'espatlles a genolls comprenia deu mòduls, i de genolls a peus, sis. Per als grecs, la ideal era que l'alçada de l'individu fos l'equivalent a set vegades i mitja la mida del cap per a adults, i entre quatre i sis caps per a nens i adolescents. Aquest cànon prové, segons la tradició, de Policlet, i és el més clàssic dels utilitzats a l'antiga Grècia, seguit per artistes com Fídies, Miró, Zeuxis i Parrasi, encara que se'n van utilitzar d'altres, com el de Lisip de vuit caps, o el de Leòcares, de vuit caps i mig. Altres estudis establien que l'alçada podia inscriure's en una circumferència amb centre en el pubis, divisible al seu torn en altres dues, una superior amb centre en l'estern i una altra inferior amb centre en la ròtula. Al capdavall, és difícil establir un cànon ideal, i els estudis científics sobre això no han proporcionat resultats objectius.

### Anatomia artística

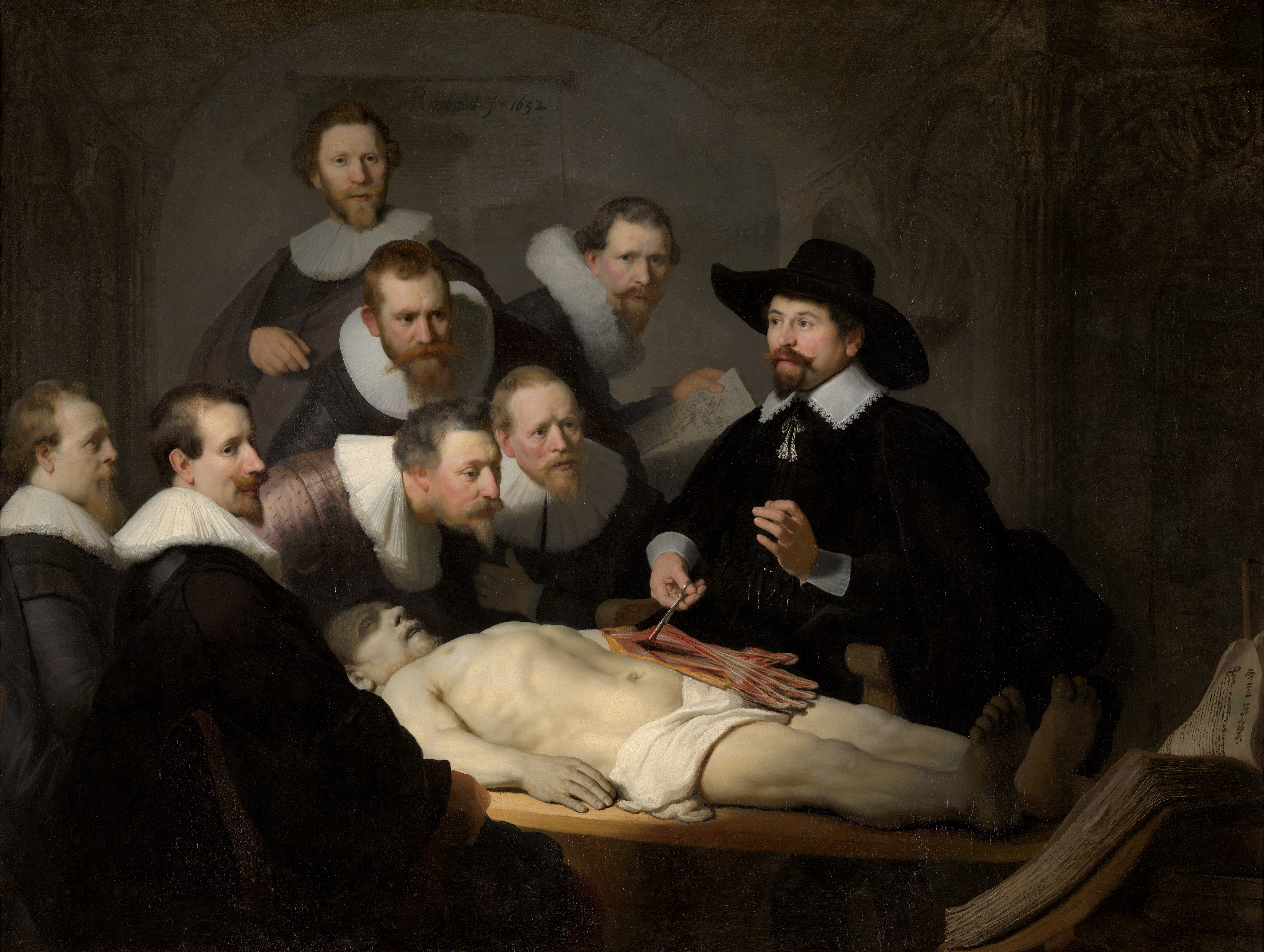
Lliçó d'anatomia del Dr. Nicolaes Tulp (1632), de Rembrandt, Mauritshuis, L'Haia

Un altre factor important en l'estudi de la figura humana és l'anatomia, tant òssia com muscular: l'esquelet està format per 233 ossos, que componen un conjunt articulat que permet la gran varietat d'actituds i moviments dels quals és capaç el cos humà. D'altra banda, els músculs són estructures fibroses que subjecten els ossos i permeten el moviment, en accions de contracció i expansió que són perceptibles en la complexió del cos i, per tant, de summa importància per a la seva representació artística. El cos conté un nombre entre 460 i 501 músculs, subjectes a una mecànica similar a la d'una palanca: s'exerceix una potència per vèncer una resistència, i se sosté en l'articulació com a punt de suport.
Cada part del cos té les seves particularitats tècniques a l'hora de dibuixar-la: el tronc acostuma a realitzar-se de forma quadrangular, dividit en tres parts de mida similar al cap, una del pubis al melic, una altra del melic a la línia inferior dels pectorals, i una altra d'aquí al cap. Per a la representació d'esquena cal tenir en compte la forma de la columna vertebral. Pel que fa al tors, lògicament varia si és masculí o femení, i el primer és més angulós i abrupte i el segon més suau i arrodonit. Pel que fa a braços, cames, mans i peus és essencial l'estudi del moviment articulat, així com el seu relleu anatòmic, on són més evidents les formes òssies i musculars. Cal tenir present que, sobretot als braços i espatlles, es concentren la força i el gest de la figura, i que l'avantbraç té diversos moviments: pronació i supinació. Les mans és la part més articulada del cos, i el seu gran nombre de posicions i gests suposa un autèntic llenguatge comunicatiu del cos. Finalment, el cap és una part essencial del cos, ja que el rostre és la part més diferenciada de cada individu, i la seva expressió facial indica infinitat de sentiments i estats d'ànim. Pel que fa a la proporció, el cap és simètric vist de front: el seu centre se situa en l'entrecella, amb una mida de tres vegades i mitja de l'alçada del front, en tres mòduls que corresponen un al front, un altre de les celles a la punta del nas i un altre de la punta del nas al mentó.
L'anatomia artística va córrer en paral·lel des del Renaixement a la científica -a l'antiga Grècia no hi ha dades que avalin un estudi científic del cos, sinó simplement una observació realista del natural-, basada en disseccions del cos humà; tant artistes com metges i científics van estudiar a fons els ossos, músculs i totes les altres parts del cos, d'on van extreure els coneixements que van aplicar a les obres d'art. Destaquen els estudis efectuats per Andreas Vesal, que el 1543 va publicar De humani corporis fabrica, un estudi anatòmic del cos basat en disseccions, en què al costat del text destacaven múltiples làmines il·lustratives del cos humà -obra de Jan van Calcar-, que van servir de base als artistes per a les seves imatges, basades cada vegada més en el realisme objectiu. Les làmines d'aquest llibre estaven concebudes amb criteris artístics, i apareixien esquelets i figures escorxades en posats artístics o en actituds gesticulants, quasi teatrals. Des del segle xviii, i en paral·lel a la preservació dels estudis artístics per les acadèmies nacionals, encarregades de la formació dels artistes, l'art i la ciència van anar divergint, especialitzant-se cada vegada més i centrant-se en les seves respectives funcions. L'anatomia acadèmica es va basar en manuals, les il·lustracions dels quals, encara que presentaven esquelets i figures escorxades, estaven representades de forma artística, en general inspirades en l'escultura antiga. Així, va ser freqüent en totes les acadèmies la presència de maniquins articulats, i d'estàtues de persones escorxades, la més famosa de les quals va ser dissenyada per Jean-Antoine Houdon.

### Moviment del cos humà

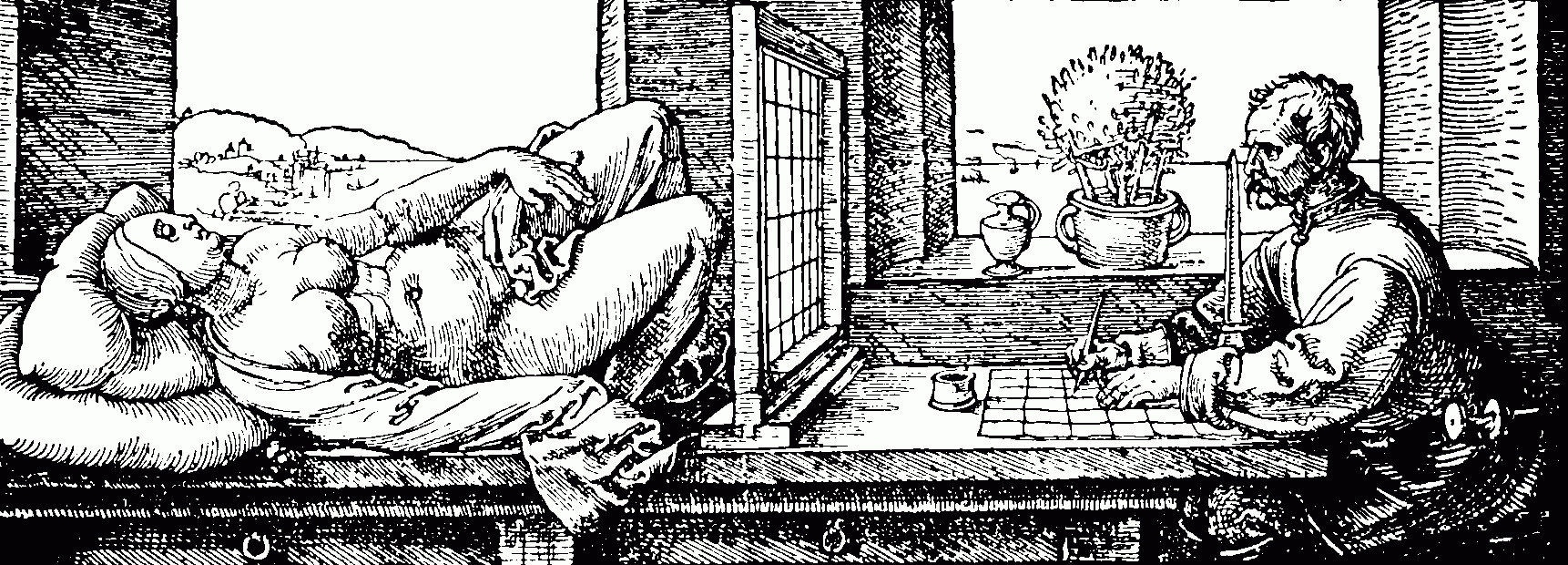
Artista i nu (1525), d'Albert Dürer, gravat representant la presa de mides en perspectiva per a un quadre de nu

Altres aspectes a tenir en compte en la representació humana són el moviment i els posats: amb el moviment l'anatomia sofreix lleugeres modificacions de les seves formes bàsiques, els rectangles poden convertir-se en rombes o trapezis, les corbes s'accentuen i les dimensions es redueixen. Cal tenir en compte els eixos transversals, principalment d'espatlles i malucs, en general contraposats. Quan la figura funciona, el moviment respon a dos factors principals, l'equilibri i la tracció, que han de ser compensats. L'equilibri és essencial per a la correcta col·locació de la figura a l'escena que l'embolcalla, i per dotar-la d'una sensació de realisme. El centre de gravetat se situa en l'última vèrtebra dorsal, i una forma de comprovar que sigui correcte és traçar una línia des del melic fins als peus (o, d'esquena, des del solc de les vèrtebres lumbars), que ha de tallar el punt de suport principal -aquesta fórmula no és vàlida, lògicament, si la figura corre o salta, circumstàncies en què és difícil establir un correcte equilibri-. Si la figura té les cames separades, es pot comprovar l'equilibri unint els vèrtexs d'un polígon traçat per les parts de la figura que es recolzen en el terra; si la línia de gravetat talla la superfície d'aquest polígon, l'equilibri és real.
El moviment es basa en dos eixos bàsics: els horitzontals (espatlles, cintura i malucs) i els verticals (tronc, abdomen, cap, cames i braços). Un dels més bàsics, i de gran tradició artística des del Dorífor de Policlet, és el contrapposto, en què una cama fa un pas endavant, fent que les espatlles s'inclinin en direcció contrària als malucs. Des d'aquesta actitud, el nombre de variants és infinit, procurant sempre una relació harmònica entre els eixos anatòmics: per regla general, els verticals depenen dels horitzontals, articulant-se d'acord amb el moviment principal del cos.
Pel que fa a l'actitud, la representació de figures en perspectiva es basa en l'escorç, que suposa reajustar les proporcions per compensar el factor de la distància en el punt de vista. L'escorç pot ser de la figura sencera o d'una part de la seva anatomia, segons el punt de vista de l'espectador. Per exemple, quan una figura apareix ajaguda, les seves proporcions s'escurcen per la perspectiva, resultant que, des d'una posició elevada, que acostuma a ser la més habitual, les dimensions properes semblen més grans que les allunyades.

### Dibuix i llum del nu
La base del nu artístic és el dibuix, la realització d'un esbós o un croquis sobre la base del qual es realitzarà la imatge final. Al dibuix acadèmic, aquests esbossos s'anomenen precisament acadèmies, i acostumen a estar realitzats al carbonet, amb gran detallisme i fixant-s'hi especialment en el modelatge de llums i ombres. Per regla general, s'utilitza la tècnica de l'ombreig, estenent les taques inicials del carbonet amb un drap, per aconseguir un primer grup de blocs en clarobscur; després s'aplica un esfumí per acabar d'elaborar la figura, obrint blancs si és necessari amb goma mal·leable. També es pot aplicar guix o creta blanca per realçar el volum, mentre que altres artistes prefereixen l'aplicació de cretes de colors -dels quals els més habituals són siena, sèpia i sanguina-. També es pot dibuixar a tinta amb plomí o canya.

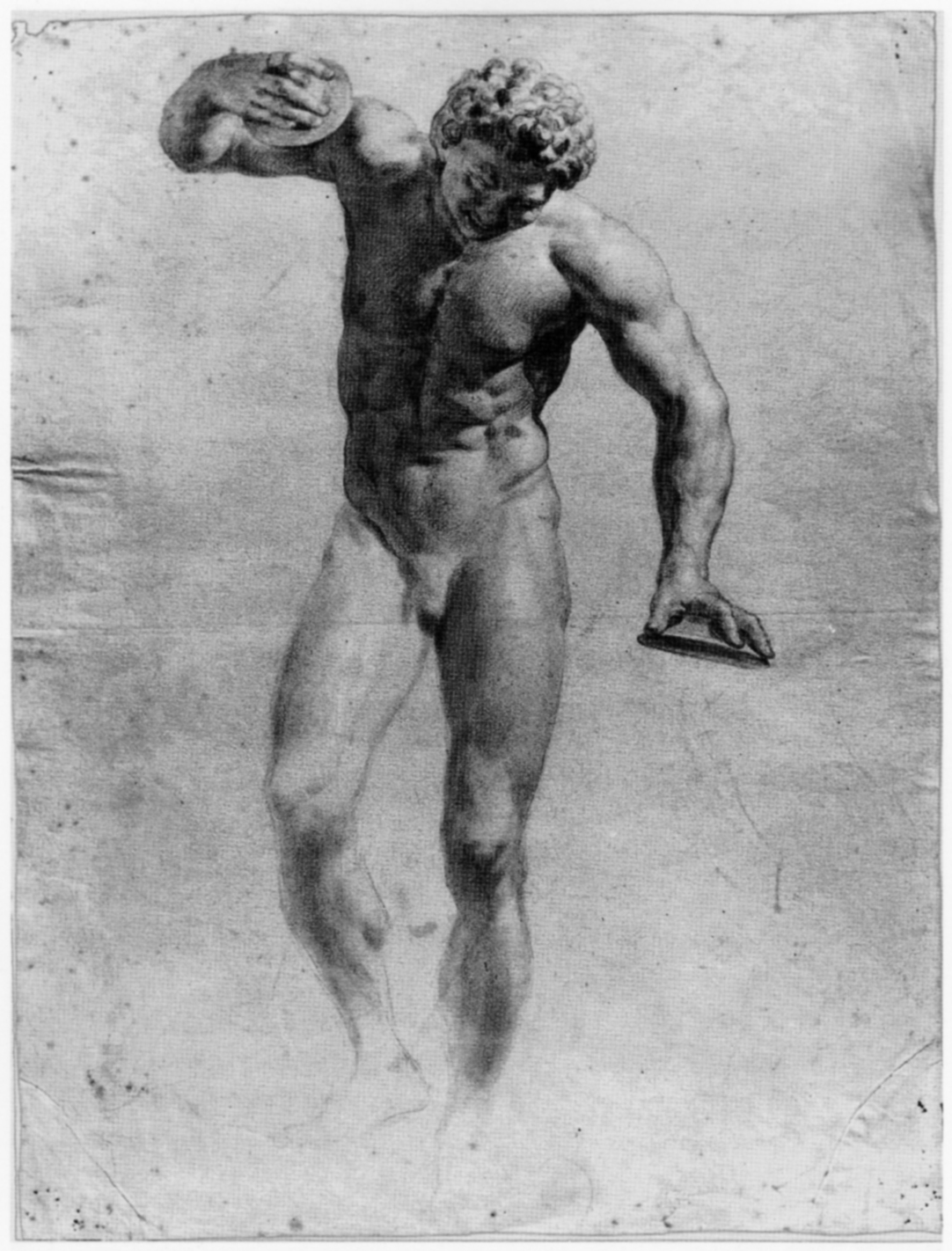
Còpia de l'escultura Faune dansant, d'Anton Raphael Mengs (1778)
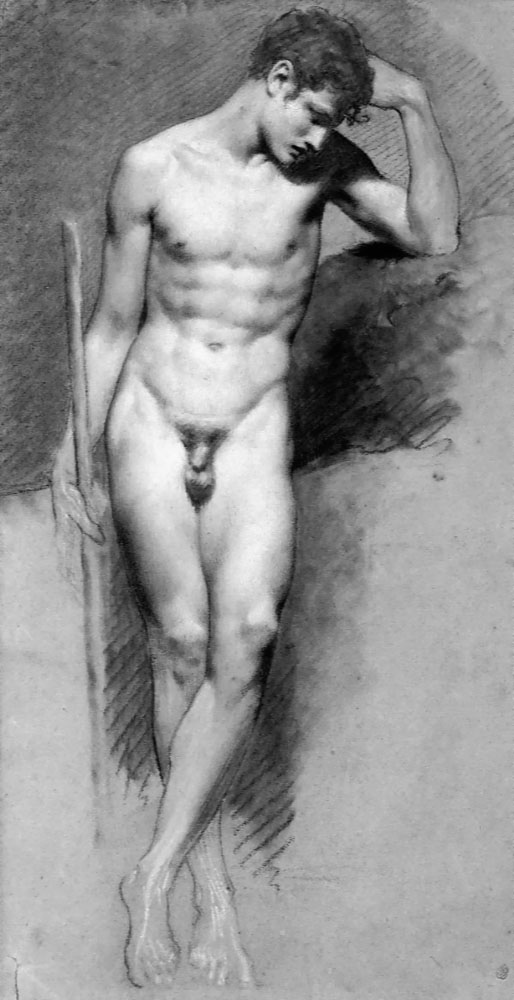
Nu acadèmic de Pierre-Paul Prud'hon
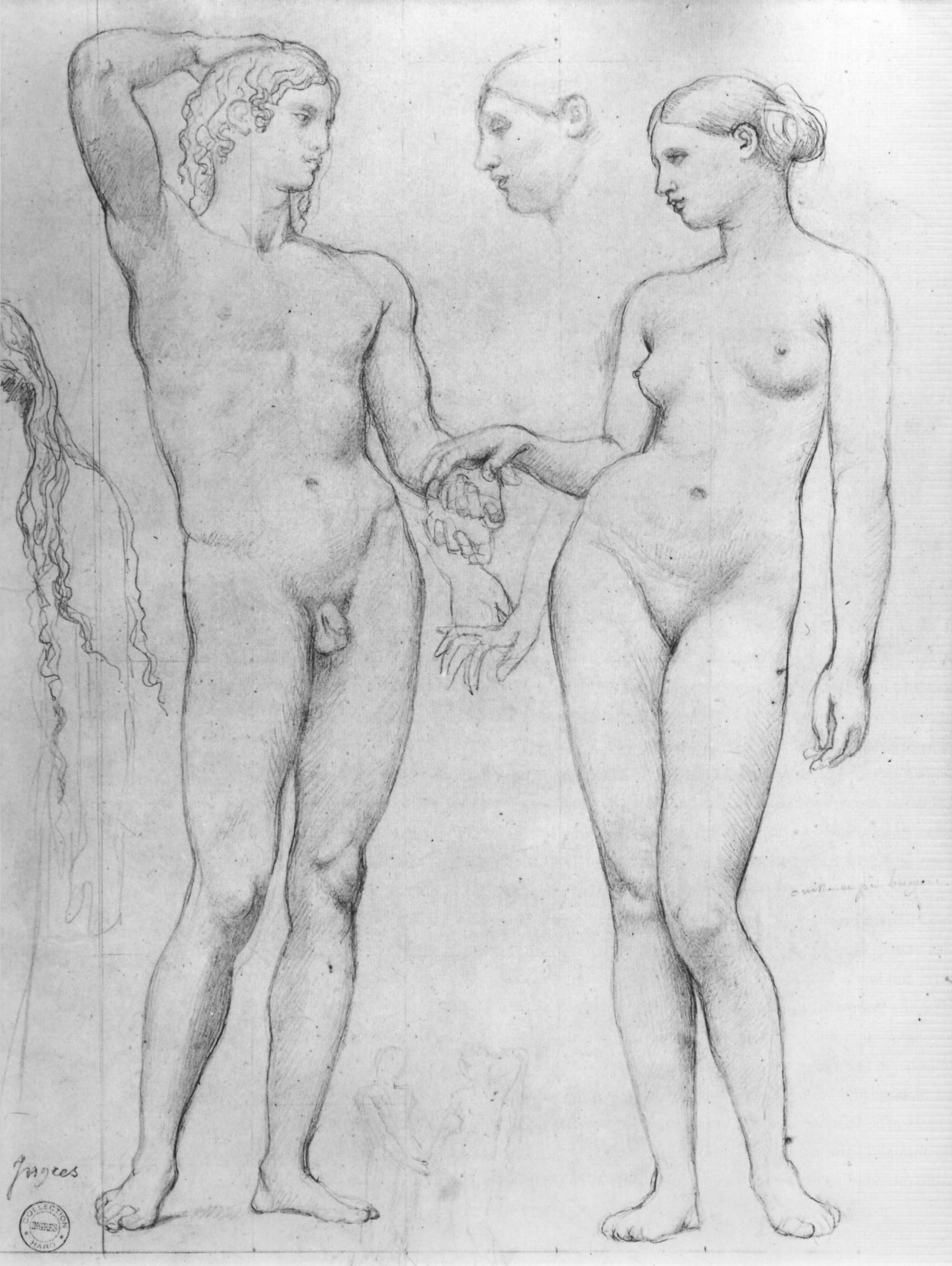
Estudi per a L'edat d'or (1862), de Jean Auguste Dominique Ingres
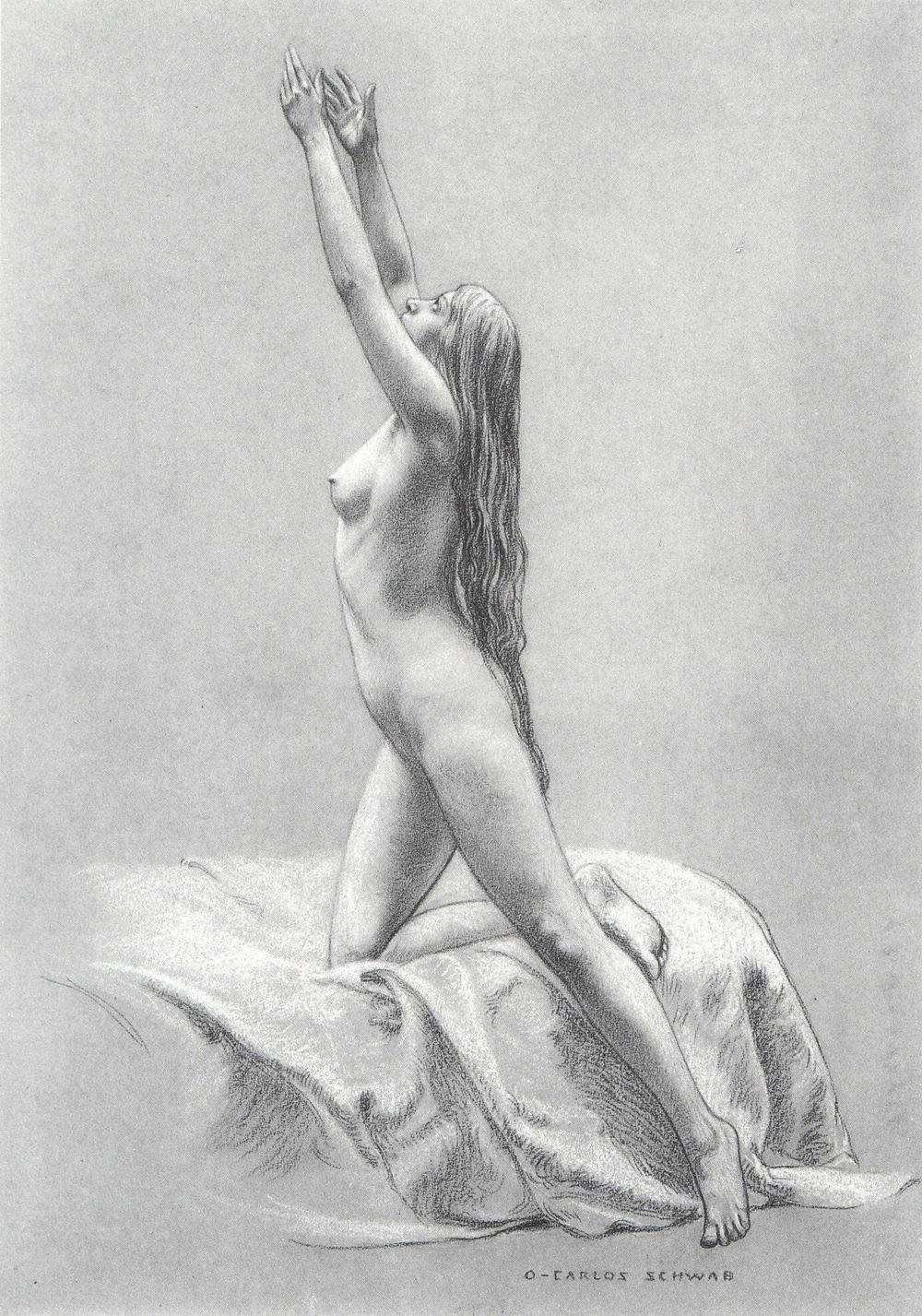
Estudi de nu: aspiració, de Carlos Schwabe

Un factor que articula la figura humana és la llum, que afecta el volum i genera diversos límits segons els jocs de llum i ombra (clarobscur), enriquint el perfil anatòmic. La llum permet matisar la superfície del cos, i proporciona una sensació de brillantor i suavitat a la pell. És important la focalització de la llum, ja que la seva direcció intervé en el contorn general de la figura i en la il·luminació del seu entorn: per exemple, la llum frontal fa desaparèixer les ombres, atenuant el volum i la sensació de profunditat, alhora que remarca el color de la pell. Una il·luminació parcialment lateral provoca ombres i proporciona relleu als volums i, si és des d'un costat, l'ombra cobreix el costat oposat de la figura, que apareix amb un volum realçat. D'altra banda, a contraclaror el cos es mostra amb un halo característic en el seu contorn, mentre que el volum adquireix una sensació sense gravetat. Amb una il·luminació zenital, la projecció d'ombres desdibuixa el relleu, i dona una aparença una mica fantasmagòrica, igual que passa il·luminant des de sota -encara que això és poc freqüent-. Un factor determinant és el de les ombres, que generen una sèrie de contorns a part dels anatòmics, que proporcionen dramatisme a la imatge. Al costat dels reflexos lluminosos, la gradació d'ombres genera una sèrie d'efectes de gran riquesa en la figura, que l'artista pot explotar de diverses maneres per aconseguir diferents resultats de més o menys efectisme. També cal tenir en compte que la llum directa o l'ombra sobre la pell modifiquen el color, variant la tonalitat des del característic rosa pàl·lid fins al gris o el blanc. La llum també pot ser tamisada per objectes que s'interposin en la seva trajectòria (com ara cortines, teles, gerros o objectes diversos), generant diversos efectes i colorits sobre la pell.

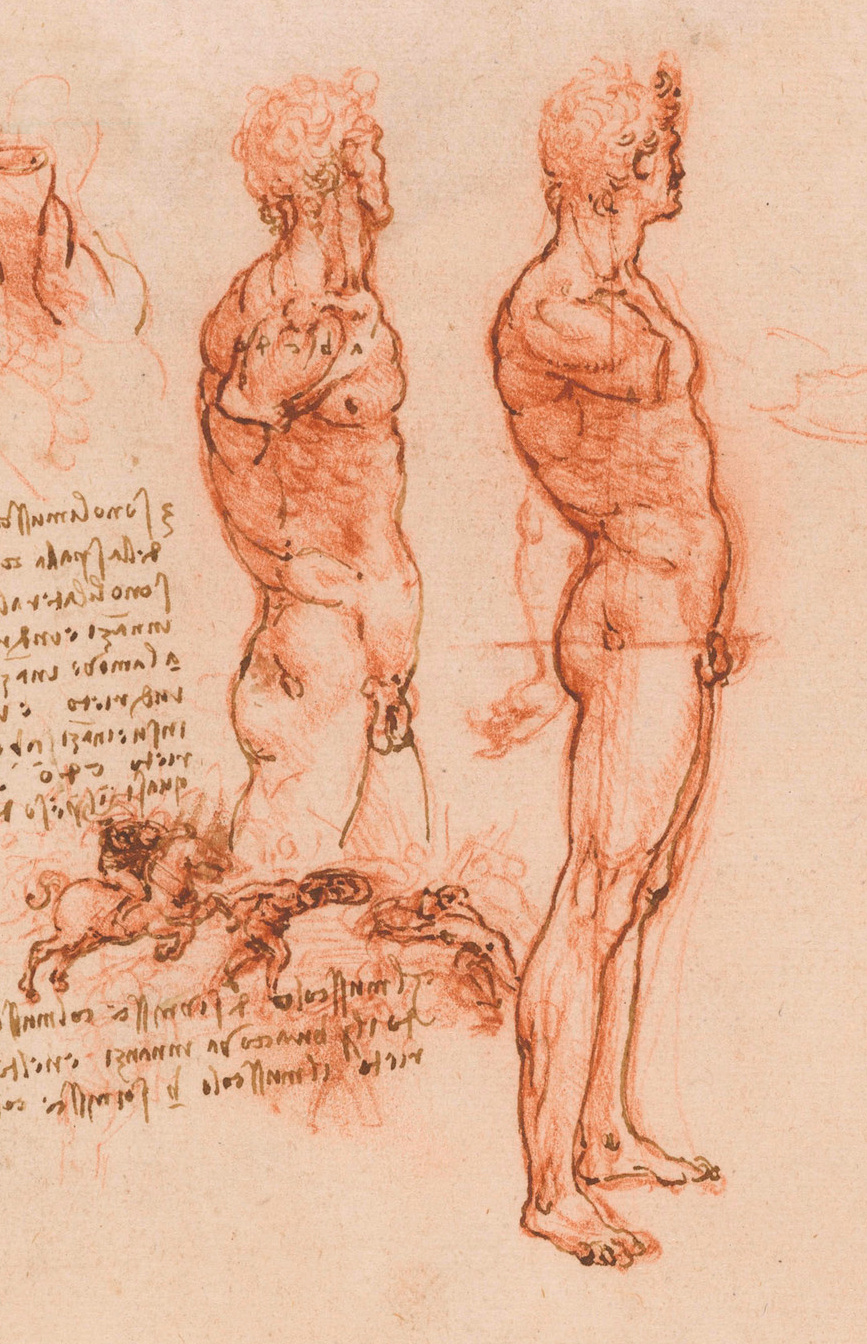
Estudi anatòmic de Leonardo Da Vinci

Existeixen dues principals modalitats tècniques per a la realització del nu: el «valorisme» se centra en la descripció anatòmica i els efectes de llum; el «colorisme» se n'emmarca més en la pintura plana i el contrast pur entre tonalitats. A la pintura per valors es parteix d'un color (to local) que es va esclarint o fosquejant, la qual cosa emfasitza el volum, més rotund i d'intens modelatge, i genera potents clarobscurs i relleus quasi escultòrics. La pintura per colors -d'origen impressionista- tendeix a la plenitud cromàtica i lluminosa, sense forts contrasts, substituint els clars i obscurs de la figura per diferents colors, i no per efectes lluminosos. Això genera uns contorns més matisats, expressant les llums i ombres amb tons freds o càlids.

### Cromatisme del nu
Pel que fa al cromatisme, encara que el punt de partida és el color carn, aquest pot variar del rosa pàl·lid a l'ocre o l'ataronjat, encara que per regla general no presenta una coloració saturada. Així mateix, les ombres que genera poden variar del verd pàl·lid al gris blavós o els tons rosa o siena. Les carnacions acostumen a partir d'un ocre ataronjat, que s'acostuma a enfosquir amb siena torrat o aclarir amb blanc fred. Altres artistes parteixen d'un rosa blanquinós, enfosquit amb verds i blaus pàl·lids (per a ombres clares) o amb vermells i carmí (per a ombres fosques). Tanmateix, cal remarcar que no existeix un color carn de validesa universal, ja que presenta tantes gradacions i és tan difícil d'interpretar com el color del mar.

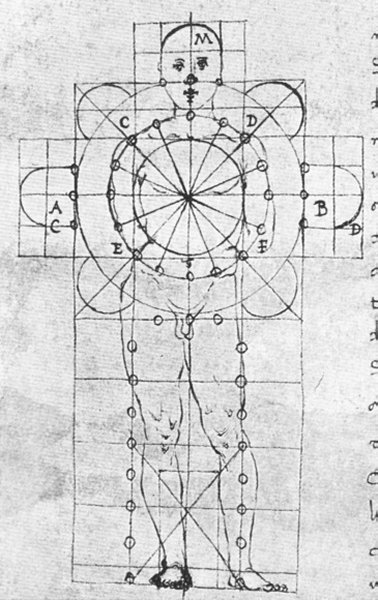
Estudi de proporcions d'una basílica amb relació al cos humà (segona meitat del segle XV), de Francesco di Giorgio Martini, Biblioteca Nazionale, Florència. Els teòrics del Renaixement consideraven que l'arquitectura podia plantejar-se amb els mateixos patrons de simetria que el cos humà

Les principals tècniques pictòriques per a la realització del nu són l'aquarel·la, el  pastel i l'oli. L'aquarel·la proporciona una més gran brillantor i delicadesa a l'anatomia, encara que sintetitza el relleu muscular i requereix gran precisió per a la seva execució, ja que no permet la rectificació. Per regla general, primer s'utilitzen aguades per a crear grans zones de color i comprovar l'efecte dels tons, sobre les quals es realitza el modelatge aplicant capes de color, afegint tons foscs per crear volum. Finalment, es poden fer retocs sobre el paper sec, especialment per remarcar els detalls. La pintura al pastel emfasitza els efectes de color i llum, encara que no proporciona gaire detallisme a la figura. Sobre una base realitzada en dibuix es van aplicant capes de color, que creen tonalitats de gran calidesa i aspecte lluminós. La pintura a l'oli proporciona detallisme del dibuix, riquesa cromàtica i intensitat lluminosa, atorgant una síntesi òptima a la representació artística de l'anatomia. Sobre el dibuix s'aplica un tacat de colors diluïts, per ajustar els tons i equilibrar les llums i ombres; després es realitza el modelatge, aplicant un color més espès per perfilar volums, matisar superfícies, remarcar o suavitzar les ombres i establir l'atmosfera general de la imatge.

### Escultura del nu

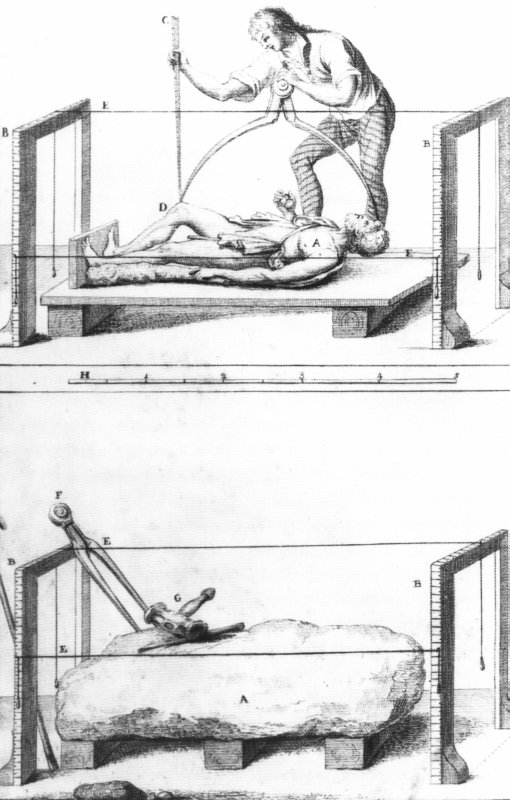
Tècnica per punts: Istruzione Elementare per gli Studiosi della Scultura (làmina IX), de Francesco Carradori, Florència, 1802

Pel que fa a l'escultura, la representació escultòrica del cos requereix gran destresa i habilitat, així com un sentit plàstic de la imatge volumètrica, ja que la imatge presenta tres dimensions, i cal estructurar-la d'acord amb múltiples punts de vista. Cal tenir en compte factors com l'espai i la massa, que delimiten la realitat física de l'obra; la superfície, la textura de la qual, tractament i acabat pot influir no solament en el seu aspecte visual, sinó en la incidència de la llum sobre el material; el moviment, que reflecteix tensions dinàmiques i influeix en la sinuositat del contorn; i el color, que pot ser el natural de la matèria utilitzada o pot ser aplicat sobre l'obra -a l'antiga Grècia, l'escultura era policromada, encara que actualment hagi perdut el color, fet que ha influït en la valoració de l'escultura clàssica i que ha determinat l'actual preferència per l'escultura mancada de valors cromàtics-.
Un altre aspecte fonamental és l'elecció del material, de què dependrà la utilització de les diverses tècniques escultòriques. Segons el material, es pot treballar en tres sistemes: «additiu», modelant i afegint matèria, en general en matèries toves (cera, plastilina, fang); «sostractiu», eliminant matèria fins a descobrir la figura, en general en materials durs (pedra, marbre, fusta); i «mixt», afegint i traient. També es pot fer per fosa, amb un motlle. Feta l'escultura, es pot deixar al natural o policromar-la, amb colorants vegetals o minerals o en encàustic, al tremp o a l'oli, en daurat o estofat. Altres tècniques en són el relleu, la talla, l'estuc i la terracota.
Abans de realitzar l'escultura, molts artistes prefereixen fer esbossos en dibuix, estudiant la plasticitat de les masses i els efectes de llum i ombreig, que proporciona volum. El pas següent és el modelatge, donar forma a la matèria, que pot ser directe -treballar en l'obra original, amb el risc de cometre errades impossibles de rectificar-, o amb diversos procediments. A Grècia es va inventar prop del segle v aC una tècnica escultòrica per traspassar les proporcions del cos humà partint d'un model de guix o argila: es marcava el model amb punts als extrems, es mesurava la distància entre aquests punts i una plomada o estructura de fusta, i es traslladava l'equivalència al bloc de pedra o fusta que s'utilitzaria, trepant uns forats fins a la profunditat indicada; posteriorment, es rebaixava el material fins a la marca estipulada. Aquesta tècnica va perviure fins al segle xix, en què es van introduir noves tècniques de mesura i translació de proporcions.

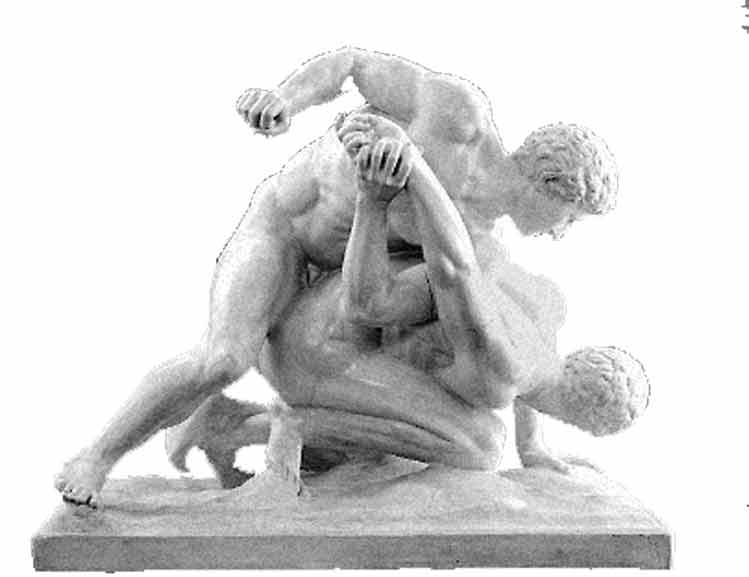
Lluitadors, còpia romana en mabre d'un original grec del segle iii aC
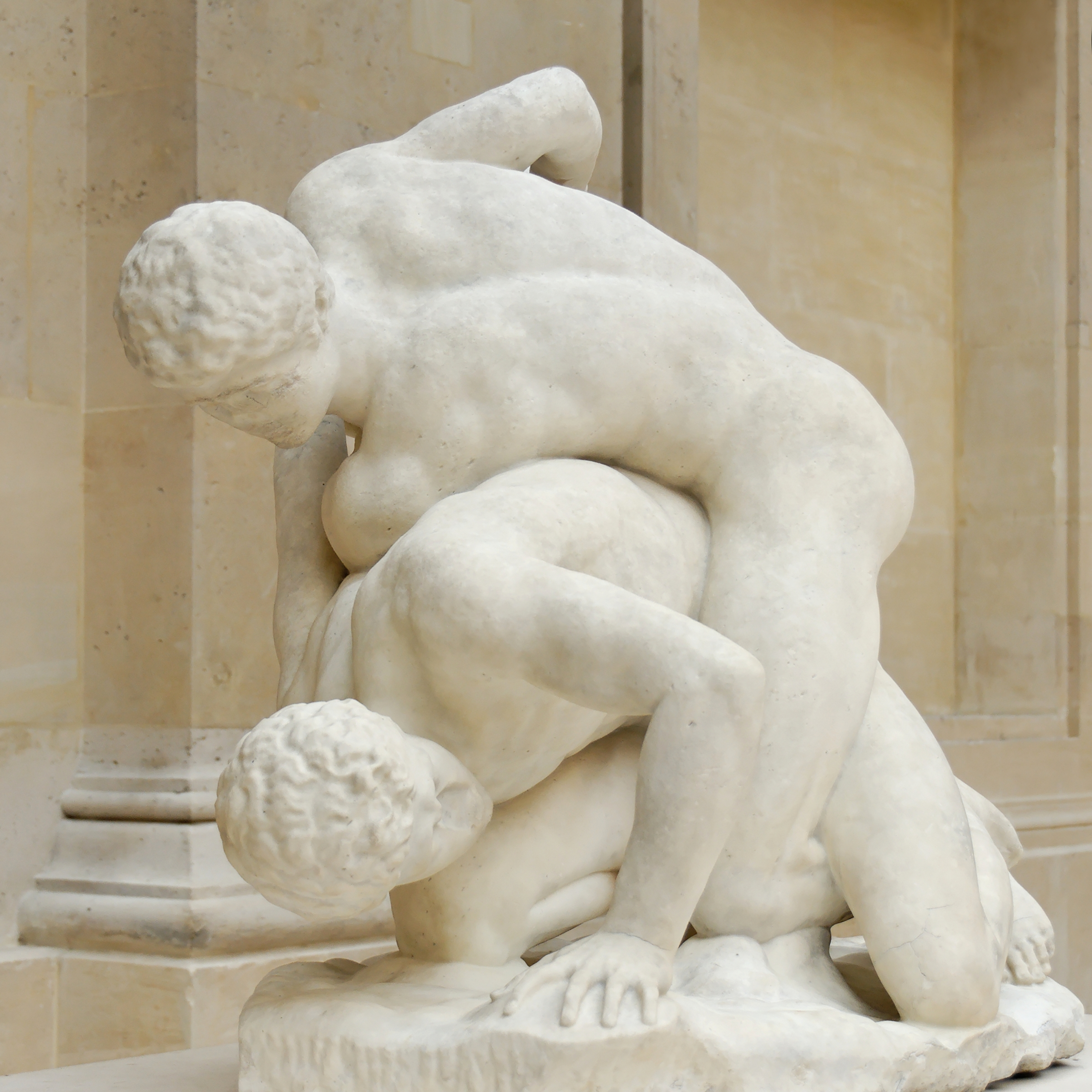
Còpia realitzada per Philippe Magnier per al palau de Versalles dels mateixos lluitadors (1684-1688)
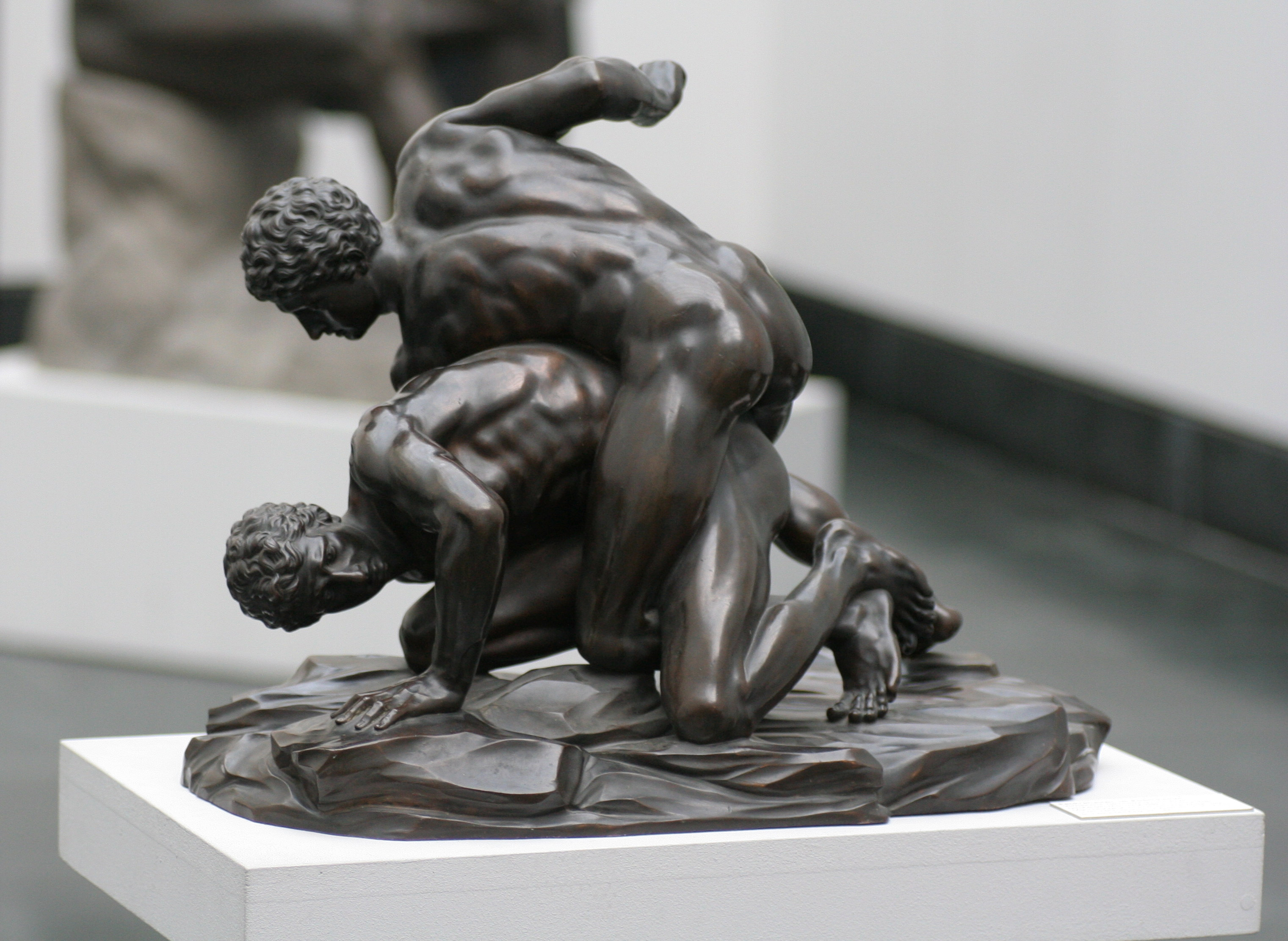
Petita reproducció en bronze existent a Múnic del marbre romà

## Mitjans audiovisuals

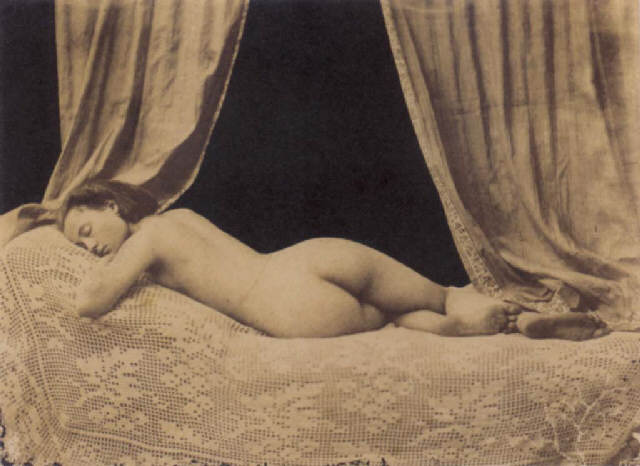
Nu recolzat, Amélie (1852), de Félix-Jacques Moulin

A més a més de la pintura i escultura, el nu també s'ha desenvolupat en altres arts, des de la dansa i el teatre fins a nous mitjans i tècniques com ara la fotografia, el cinema, la televisió i el còmic. En aquests mitjans, especialment des del segle xx, el nu acostuma a estar vinculat a l'erotisme, que representa un fort reclam a nivell comercial, per la qual cosa ha estat profusament utilitzat per la publicitat. En aquests mitjans, s'acostuma a recórrer a actors i models físicament atractius, cobrant un gran apogeu als últims temps la demanda d'imatges de celebritats nues en el nou mitjà de comunicació de masses, internet. També han proliferat des de mitjan segle XX les revistes eròtiques, com Playboy, Penthouse i Hustler, que ofereixen imatges de models nues i han suposat una gran fita en l'educació sexual de molts adolescents. Tanmateix, cal remarcar que no tot el nu és eròtic, i nombrosos artistes han tractat el tema del cos humà despullat de roba com a metàfora de la vulnerabilitat del cos i la fragilitat de la vida.

### Fotografia

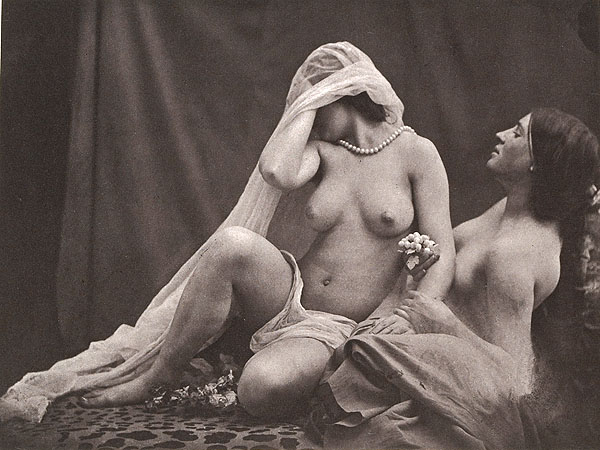
Els dos camins de la vida (1857), d'Oscar Gustave Rejlander

L'aparició de la fotografia va suposar una autèntica revolució en el terreny de les arts plàstiques, ja que per diversos procediments tècnics permetia a qualsevol persona, encara que no tingués formació artística, captar imatges del natural d'una manera molt més realista que qualsevol pintura. La fotografia moderna va començar amb la construcció del daguerreotip per Louis-Jacques-Mandé Daguerre, a partir del qual es van anar perfeccionant els procediments tècnics per a la seva captació i reproducció. Malgrat ser una realització purament tècnica, aviat es va albirar l'artisticitat d'aquest nou mitjà, perquè l'obra resultant podia ser considerada artística tan bon punt suposava la intervenció de la creativitat de la persona que capta la imatge, derivada de la feina de percepció i disseny efectuada a la presa de la imatge. Així, aviat la fotografia va passar a ser considerada una de les arts, concretament la vuitena. Al segle xx es va estendre notablement el seu ús, ja que les contínues millores tècniques en càmeres portàtils permetien un ús generalitzat d'aquesta tècnica a nivell amateur. La seva presència va ser essencial en revistes i diaris, assumint els mitjans de comunicació de masses un paper preponderant en la cultura visual del segle xx.
En el terreny del nu, la fotografia va trobar més traves que en les arts tradicionals, on era un tema freqüent i respectat pels mitjans acadèmics, principalment pel realisme de les seves imatges, i per la connotació moral que suposava que una persona es despullés per ser captada per la càmera. Això va portar la fotografia de nu a ser considerada merament pornografia, i a ser relegada a circuits clandestins i convertir-se en objecte de comercialització. Pràcticament fins al segle XX no va assolir la fotografia de nu un estatus d'obra artística, especialment gràcies a nombrosos creadors que la van concebre de forma estètica i depurada de qualsevol connotació sexual. En la fotografia de nu és important el procés de composició i il·luminació, així com de retoc, per aconseguir els efectes desitjats, ja que per ser un mitjà intrínsecament realista capta el cos humà amb totes les seves imperfeccions, fet acceptat per alguns artistes però esquivat per d'altres, que prefereixen mostrar una imatge més perfeccionada, derivada dels cànons estètics que el nu ha procurat a l'art des de l'idealisme de l'art clàssic.

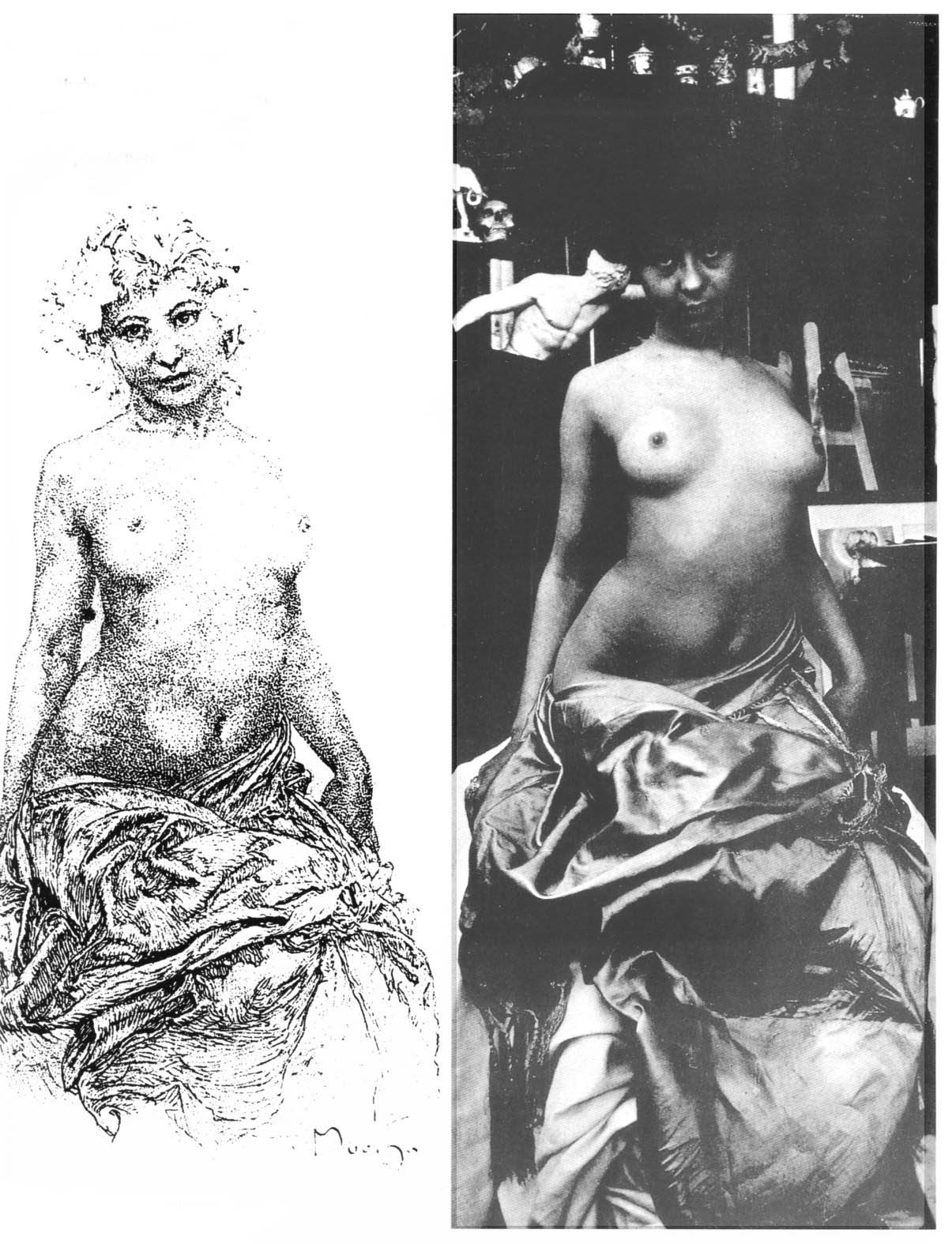
Fotografia de model i dibuix basat en la fotografia, d'Alfons Mucha (1928)

Des dels seus inicis la fotografia va estar estretament relacionada amb la pintura, i molts artistes van començar a inspirar-se en fotografies per elaborar les seves obres: així, Eugène Delacroix va arribar a confessar en el seu Diari que havien tingut molta utilitat per a la seva obra unes fotografies de nus masculins realitzades per Jules-Claude Ziegler. El pintor romàntic es basava moltes vegades en fotografies per estudiar els detalls de les obres que realitzaria, afirmant que «llums i ombres cobren el seu veritable sentit, i donen el grau exacte de fermesa i de blanor». En l'impressionisme, nombrosos artistes es van basar igualment en la fotografia, com Edgar Degas, Camille Pissarro o Pierre-Auguste Renoir. Alfons Mucha, un dels millors dissenyadors i il·lustradors del modernisme, dedicat especialment al cartellisme i les arts gràfiques, es va basar sovint en la fotografia per a moltes de les seves composicions, emprant una enorme càmera d'acordió, amb la qual obtenia imatges que li servien per a les seves realitzacions artístiques.
De forma recíproca, i a la recerca d'una més gran artisticitat que atorgués categoria a les seves obres, a la segona meitat del segle xix molts fotògrafs es van basar en tècniques artístiques per realitzar moltes de les seves composicions, atorgant un cert aire pictòric a les seves obres, en què la composició i els jocs de llum i ombres estan inspirats en grans genis de la pintura. Per això, aquest corrent va ser denominat fotografia academicista, amb representants com André Adolphe Eugène Disdéri, Émile Bayard, Eugène Durieu i Gaspard-Félix Tournachon.
Un dels primers fotògrafs a dedicar-se amb assiduïtat a plena llum va ser Félix-Jacques Moulin, que el 1849 va obrir una botiga al barri parisenc de Montmartre i va començar a produir daguerreotips de joves senyoretes en diversos posats. Tanmateix, el 1851 el seu treball va ser confiscat, i va ser sentenciat a un mes de presó pel caràcter «obscè» de les seves obres. Un altre pioner del nu fotogràfic va ser Oscar Gustave Rejlander, que el 1857 va realitzar un treball al·legòric titulat Els dos camins de la vida, l'objectiu del qual és oferir un missatge moral en mostrar el mal a l'esquerra i el bé a la dreta, de forma més lluminosa i on es troben la virtut, el treball i els bons costums; tanmateix, ja que la imatge mostra una parcial nuesa va provocar un escàndol social, i fou acusat d'emprar prostitutes com a models.

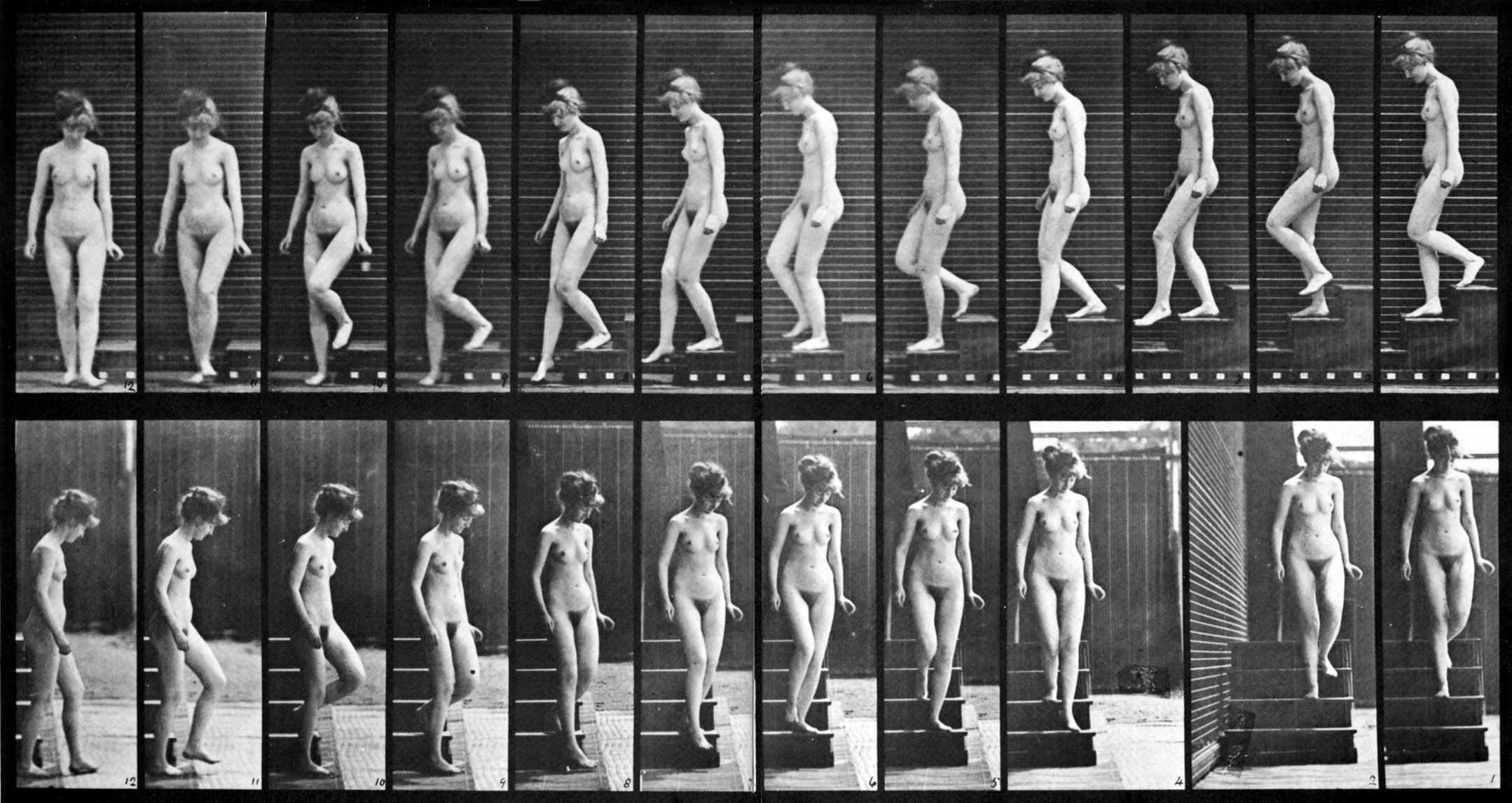
Dona baixant una escala (1887), d'Eadweard Muybridge

Un altre terreny de representació nudista va ser el de l'experimentació científica, i foren de rellevància els estudis d'Eadweard Muybridge sobre el moviment humà, a partir d'una tècnica denominada cronofotografia, que permetia captar el moviment mitjançant successives preses instantànies, experiments que van servir de base per a la posterior descoberta del cinematògraf. Muybridge es va dedicar a registrar els moviments dels éssers humans i dels animals del zoològic de Filadèlfia, i publicà els seus resultats el 1887 en el llibre Locomoció animal, que inclou nus com Dos homes nus lluitant i Dona baixant una escala.
Entre finals del segle xix i l'inici de la Primera Guerra Mundial es va desenvolupar el pictorialisme, de l'anglès picture, 'imatge', moviment que pretenia reivindicar la fotografia com un mitjà artístic que requeria unes capacitats especials -amb especial èmfasi en valors intrínsecs de la fotografia com a art de ple dret-, allunyant-la de l'amateurisme. Aquests artistes es distancien de la realitat perquè les seves preses siguin imatges compositives i no una mera reproducció de l'entorn físic, motiu pel qual cerquen deliberadament el desenfocament o efecte flou, amb una forta influència de l'impressionisme. Alguns fotògrafs d'aquest corrent van realitzar nus d'indubtable valor artístic, amb què el nu fotogràfic va començar a ser considerat un art apartat de la simple pornografia, i en destacà Robert Demachy, molt conegut per les manipulacions de les seves obres, proporcionant-los un acabat similar a les pintures, i Alfred Stieglitz, primer a explorar la qualitat estètica de l'estudi de fragments aïllats del cos humà. Els fotògrafs pictorialistes van ser els primers que van aconseguir introduir el nu fotogràfic en exposicions i esdeveniments artístics d'importància.
Amb relació a l'expressionisme va destacar el txec František Drtikol, especialitzat en el nu i el retrat. Influït pel romanticisme i el simbolisme, va anar evolucionant cap a una major preocupació per l'espai i les possibilitats arquitectòniques de la llum. Emmanuel Sougez va defensar els principis de la nova objectivitat, considerant la fotografia com un art autònom. Les seves primeres fotografies tenien com a tema principal la natura morta i el nu, i emprava una estètica austera i sols fotogràfica.

#### Nú masculí en la fotografia

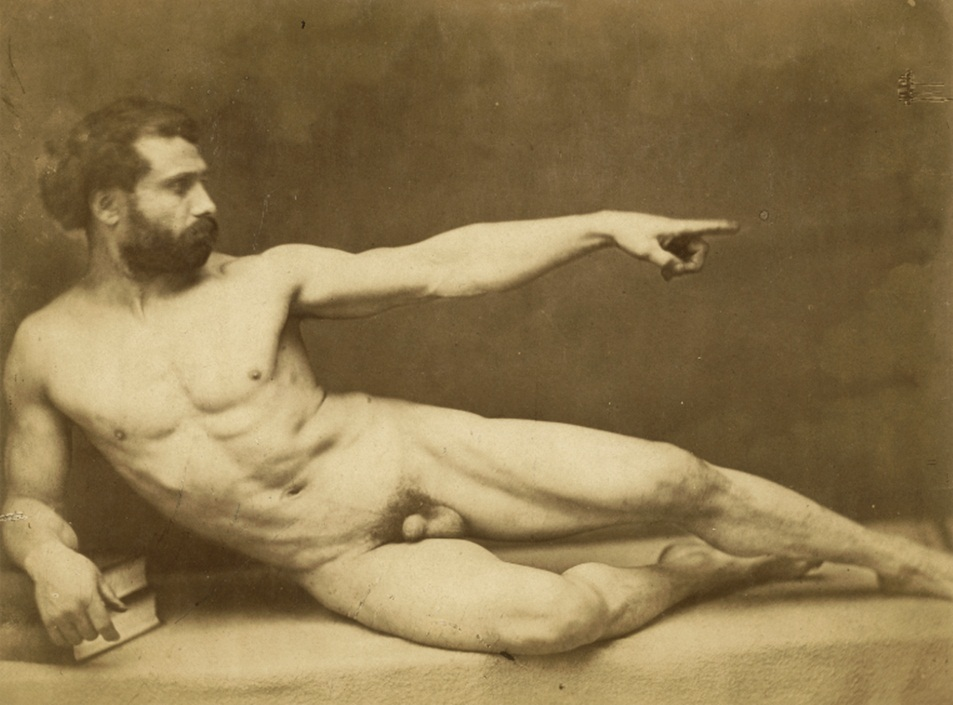
Nu masculí recreant La creació d'Adam de Miquel Àngel (1870), de Gaudenzio Marconi

El nu masculí en la fotografia no ha estat tan habitual com el femení, però ha tingut una producció constant durant tota la història de la fotografia, especialment en relació amb l'art homoeròtic. El nu masculí no tenia en principi tanta acceptació com el femení, considerat el paradigma de la bellesa per la societat vuitcentista, amb una visió encara fortament masclista dels rols sexuals, en què la possible sensibilitat cap a temes eròtics per part de la dona no era considerada. Un dels pioners va ser Gaudenzio Marconi, que va retratar homes nus en posats imitant les grans obres d'art, com La creació d'Adam de Miquel Àngel (1870) o L'edat de bronze de  Rodin (1877). Eugène Durieu també va realitzar fotografies amb la intenció de servir de models per als artistes, a l'estil dels dibuixos acadèmics. Un altre tipus de fotografies eren les que tenien fins científics, com els estudis de moviment d'Eadweard Muybridge, o els estudis etnològics i de l'àmbit esportiu. A poc a poc, aquestes fotografies van anar adquirint més valor artístic, i van començar a acceptar-se com a productes estètics, com es percep a la publicació Le Nu esthétique (1902), d'Émile Bayard. Després de la Primera Guerra Mundial va començar el culte al cos, posant-se de moda el nudisme i la cultura física, els cossos musculosos i virils enfront dels efebs models de la fotografia artística anterior. Un dels fotògrafs que millor van retratar aquesta estètica va ser Kurt Reichert. Aquesta tendència es va accentuar després de la Segona Guerra Mundial, en què el culturisme va posar de moda un cos excessivament musculat, que va rebre el sobrenom beefcake ('pastís de carn'), representat per fotògrafs com Bob Mizer i Bruce Bellas. Posteriorment, el nu masculí ha anat cobrant amb el temps el mateix nivell artístic i d'acceptació social que el femení, a la vegada que ha anat adquirint cada vegada major forma explícita -com el terreny de l'erecció, fins aleshores un tema tabú-, i fou practicat per fotògrafs del nivell de George Platt Lynes, Carl Van Vechten, Herbert List, Bruce Weber, Roy Blakey, etc. Un dels més famosos i controvertits ha estat Robert Mapplethorpe, dedicat especialment al nu d'homes afroamericàns, amb una obra de fortes connotacions sadomasoquistes.

#### Fotografia de nus als segles XX-XXI
A començaments del segle xx, i en paral·lel a les avantguardes artístiques, la fotografia va passar a ser un mitjà d'innovació i experimentació artística, amb noves tècniques i procediments com el fotomuntatge. Un d'aquests pioners va ser Man Ray, impulsor del dadaisme i el surrealisme als Estats Units, que va arribar a fer fotografies sense càmera, posant objectes sobre la pel·lícula i exposant-los uns segons a la llum, creant imatges ambigües entre la figuració i l'abstracció. Un exemple d'aquesta experimentació amb la llum és Bellesa ultraviolada (1931). Una de les seves obres més famoses és Le Contrabaix d'Ingres (1924), en què va retratar la seu model i amant Kiki de Montparnasseen, l'actitud de la cèlebre pintura La banyista de Valpinçon de Jean Auguste Dominique Ingres, però sobreposant sobre l'esquena nua de la model les «efes» d'un violoncel. Ara com ara, el nu artístic és plenament acceptat en la societat occidental, i és freqüent la seva presència en mitjans de comunicació, revistes i publicitat, amb tres modalitats principals: el nu abstracte, el nu eròtic i el nu esportiu; i tres sectors principals d'aplicació: el nu purament artístic, el nu publicitari i el nu editorial. Un dels més famosos fotògrafs de la segona meitat del segle XX ha estat Helmut Newton, creador d'un estil propi, ple de glamur i seducció, amb belles dones en ambients luxosos, i una certa tendència cap al fetitxisme. Els seus models acostumen a ser de complexió atlètica, però elegants i sofisticats, com es va veure en la seva sèrie de Big nudes ('grans nus') dels anys 1980.
Entre els anys 1970 i 1980 va destacar l'obra de David Hamilton, arquitecte i decorador -va ser director artístic de les revistes Elle i Queen- abans d'iniciar-se a la fotografia de forma amateur. El 1962 va adquirir la seva primera càmera, una Minolta amb objectiu de 50 mm, amb la qual va desenvolupar un estil de fotografies de to lluminós, una mica desenfocades, amb colors suaus i un gra gruixut -tècnica que va passar a denominar-se atmosfera-, amb una estètica naïf, i preferència per les preses a l'aire lliure, amb especial predilecció pels ambients mediterranis de la Costa Blava. La seva obra ha estat criticada per retratar en nombroses ocasions joves adolescents, presentats en posats naturals i una mica ingenus. Director de cinema a més a més de fotògraf, ha realitzat pel·lícules com Bilitis (1977), Laura (1979) i Tiernas primas (1980).

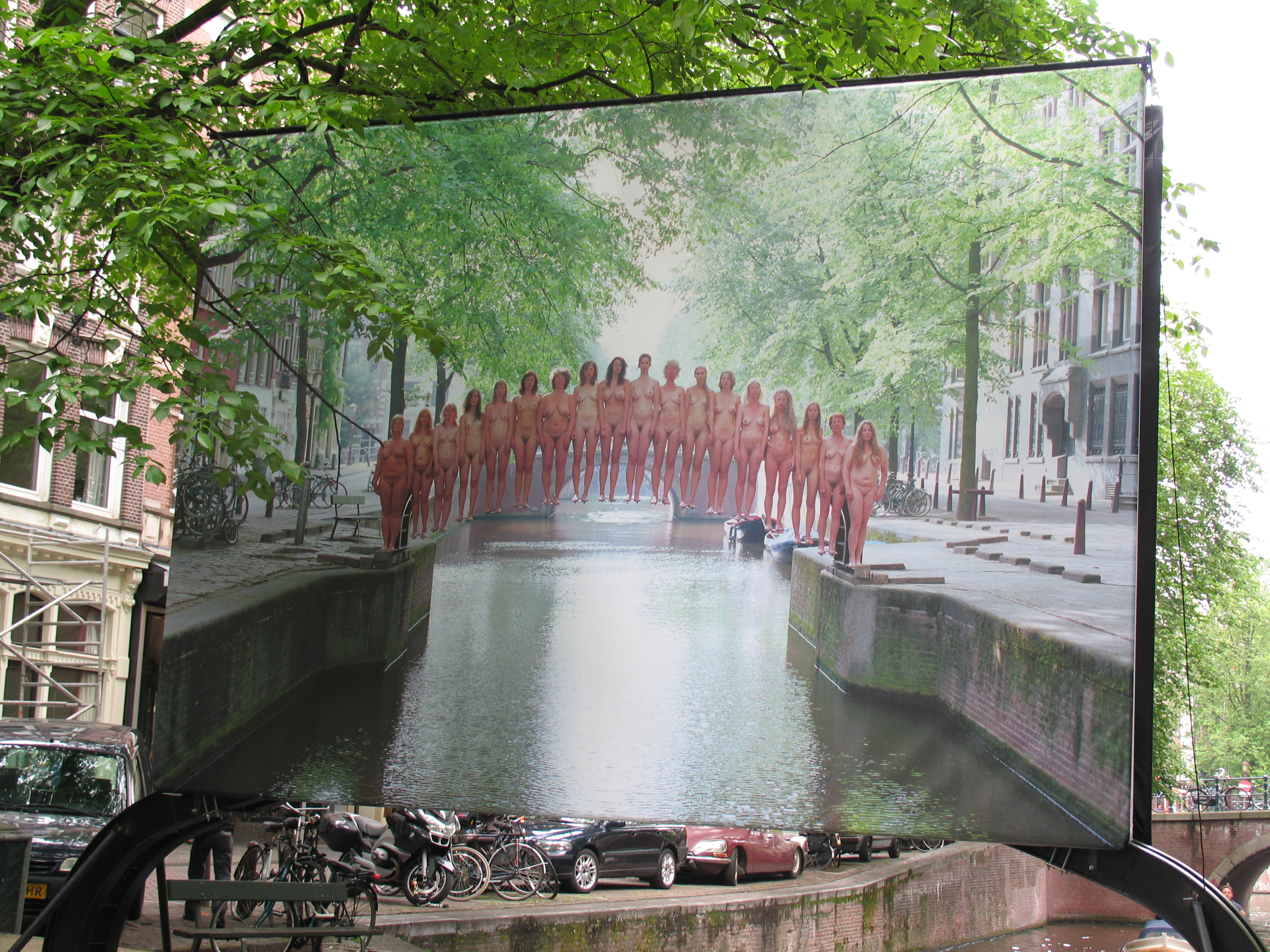
Fotografia de Spencer Tunick (Amsterdam)

Altres fotògrafs destacats d'aquests últims anys han estat: Peter Lindbergh, considerat com un dels millors fotògrafs de moda del món, un dels creadors del fenomen top model de la dècada de 1990; Herb Ritts, fotògraf de modes especialitzat en fotografies en blanc i negre i retrats d'estil similar a l'escultura de la Grècia clàssica; Jiří Růžek, especialista en nu artístic i glamur, amb una subtil i delicada sensualitat carregada d'erotisme; Helena Almeida, pintora i fotògrafa que incorpora pigments i materials propis de les arts plàstiques a les seves obres, que acostumen a ser autoretrats; Nobuyoshi Araki, interessat pel sexe i la mort, amb una controvertida obra de forta naturalesa sadomasoquista; Narcis Virgiliu, amb una obra d'un cert to surrealista i abstracte, amb referències a temes mitològics -com els mites de Sísif i Pigmalió- o a la relació entre la vida i la natura; Wacław Wantuch, autor de nus semblants a escultures, amb una especial atenció a la il·luminació i cercant angles espectaculars; Misha Gordin, pioner del nu conceptual, amb sorprenents imatges elaborades en una cambra fosca tradicional amb la tècnica d'emmascarament.
Es pot remarcar la feina de Spencer Tunick, conegut per les seves fotografies de grans masses de gent nua disposades en diverses localitzacions urbanes, variant l'actitud i disposició de les persones, en general voluntaris que acudeixen a un acte artístic concebut quasi com una performance o instal·lació. Va començar el 1992 fotografiant persones nues pels carrers de Nova York, passant posteriorment a altres estats de l'Amèrica del Nord, en el seu projecte denominat Naked States ('estats nus'). El 2003 va arribar a fotografiar set mil persones nues a Barcelona, un rècord superat el 2007 a la ciutat de Mèxic, amb dinou mil participants. Tunick converteix el cos en part integrant de la ciutat, del paisatge, cercant transcendir l'essència de la materialitat humana, ja que la pèrdua de la individuació en el grup metamorfosa la corporeïtat en una entitat superior, d'ordre espiritual, on desfetitxiza el cos nu, que es converteix en un vehicle per a l'art.

### Cinema

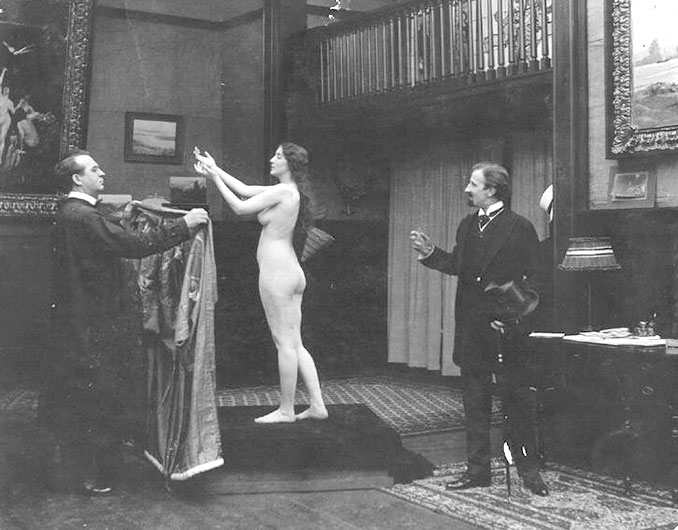
Inspiració (1915) primera pel·lícula americana no pornogràfica que contenia escenes de nu

El cinema, tècnica basada en la reproducció d'imatges en moviment, va sorgir amb la invenció del cinematògraf pels germans Lumière el 1895. Encara que en principi únicament suposava la captació d'imatges del natural, com si fos un documental, tot seguit la cinematografia va evolucionar cap a la narració d'històries mitjançant la utilització de guions i processos tècnics com el muntatge, que permetien rodar escenes i ordenar-les de manera que presentés una història coherent. Amb la incorporació d'elements presos del teatre -procés iniciat per Georges Méliès-, el cinema va assolir un grau d'autèntic art, i fou batejat com el setè art.
El nu al cinema ha estat freqüentment vinculat al cinema eròtic i pornogràfic, encara que nombroses pel·lícules comercials han presentat nus parcials o totals per «exigències del guió» -com s'acostuma a dir en el món del cinema-. Ja en els primers anys del nou art, l'anomenat cinema mut, es troben diversos casos sobretot en la indústria nord-americana de Hollywood: Inspiració (1915), va ser el primer film no pornogràfic que va presentar escenes de nu, al qual van seguir casos com Hipòcrites (1915), La filla dels déus (1916), La reina de Sabà (1921), El senyal de la creu (1932), etc. Entre 1934 i 1960 el nu va ser prohibit als Estats Units pel codi de producció cinematogràfica, també conegut com a codi Hays. Fora d'aquest codi es trobaven les pel·lícules nudistes, concebudes per difondre aquest estil de vida, encara que en nombroses ocasions van servir de pretext per mostrar nus de forma poc justificada; alguns exemples d'aquest tipus de pel·lícules són: El món nu (1933), El pocavergonya (1938), Jardí de l'Edèn (1954), Venus nua (1958) i La vida nudista (1961).
L'immoral Mr. Teies (1959) de Russ Meyer, va ser el primer llargmetratge no naturista que exhibia obertament la nuesa i, encara que va ser qualificat de pornogràfic, va donar origen a un gènere dit Nudies o Nudie-cuties, un precedent del fenomen conegut com a destapament, amb pel·lícules com Les aventures de Lucky Pierre (1961) i Nu a la Lluna (1963). També als 1960 van començar a sorgir nus en pel·lícules corrents del circuit comercial, tractats amb una major naturalitat, com en Peeping Tom (1960), que conté la primera escena de nu femení en una pel·lícula de postguerra.
A Europa, el nu en el cinema va tenir una evolució paral·lela, amb una major o menor intervenció de la censura o de la qualificació de pel·lícules segons els diversos països. El primer nu femení integral va ser protagonitzat per l'actriu Hedy Lamarr en la pel·lícula Èxtasi, dirigida per Gustav Machatý el 1933, que va arribar a ser condemnada pel papa Pius XI. Altres exemples de nu en el cinema europeu són: Dispara sobre el pianista (1960), El menyspreu (1963), Belle de jour (1967) i Isadora (1968). Dones enamorades (1969) va generar polèmica per mostrar uns nus masculins frontals d'una escena de lluita entre Oliver Reed i Alan Bates; Glenda Jackson va guanyar el premi de l'Acadèmia a la millor actriu de la pel·lícula, que el va guanyar per un paper que incloïa escenes de nu. L'últim tango a París (1973), de Bernardo Bertolucci, va ser una de les primeres pel·lícules d'àmbit comercial a mostrar el nu sense embuts, en paral·lel a la revolució sexual propugnada pel moviment hippy, i va propiciar el boom del cinema eròtic de moda entre els anys 1970 i 1980, amb pel·lícules com Emmanuelle (1974), L'imperi dels sentits (1976), de Nagisa Oshima, i Calígula (1979), de Tinto Brass.
A Espanya, entre els anys 1970 i 1980 es va donar un curiós fenomen sociològic conegut com el destapament, en què van proliferar escenes de nu -preferentment femení, però també algun de masculí- quasi sense cap pretext, simplement per la demanda d'aquest tipus d'imatges per un públic que havia recuperat la llibertat després de la dictadura franquista i la seva fèrria censura. La creació de la classificació S per a pel·lícules de porno tou, va generar pel·lícules com Deseo carnal, Desnuda ante el espejo, L'orgia, La visita del vicio, Susana quiere perder eso o Con el culo al aire. Aquestes pel·lícules van fer famosos actors d'estil còmic com Alfredo Landa, Andrés Pajares i Fernando Esteso, i van convertir en mites sexuals actrius com Nadiuska (Lo verde empieza en los Pirineos, 1973), Ágata Lys (Último tango en Madrid, 1975) i Maria José Cantudo (La trastienda, 1976, primera pel·lícula espanyola que va mostrar un nu integral).
Passats els anys en què el nu en el cinema era motiu d'escàndol i provocació, avui dia la seva presència és assumida amb naturalitat, i són freqüents les pel·lícules en què el nu es mostra en escenes que així ho requereixen, com les que transcorren a la natura, o bé al bany o en escenes d'amor. Així, per exemple, El llac blau (1980), de Randal Kleiser, mostra el desvetllament de l'instint sexual en dos joves nàufrags en una illa tropical, on el nu és part consubstancial de l'entorn natural en què es mouen. La belle noiseuse (1991), de Jacques Rivette, mostra la relació entre un pintor i la seva model, que posa nua per a ell i el torna a motivar després d'una etapa de falta d'inspiració de l'artista. Igual succeeix en Titanic (1997), de James Cameron, en què Kate Winslet posa nua perquè la dibuixi Leonardo di Caprio. Aquestes pel·lícules evidencien l'estreta relació entre el cinema i l'art tradicional, que en l'àmbit del nu artístic ha deixat realitzacions com Les aventures del baró Munchausen (1988), de Terry Gilliam, en què apareix Uma Thurman posant com la Venus d'El naixement de Venus de Botticelli, o Goya en Burdeos (1999), de Carlos Saura, en què Maribel Verdú posa com La maja nua de Francisco de Goya. Ara com ara, el nu és fins i tot una forma de cotització per a actors i actrius, ja que és un fort reclam per al públic, i existeix l'opinió que un dels factors de l'Óscar a la millor actriu per a Halle Berry per Monster's Ball (2001) va ser la seva aparició nua en la pel·lícula. Una de les pel·lícules amb un nombre més gran de nus col·lectius -va requerir 750 extres- ha estat El perfum (2006), de Tom Tykwer, en què a l'escena final, en què l'assassí serà executat, aquest escampa una fragància que hipnotitza tot el públic assistent, que es posa a fer l'amor en una desenfrenada orgia que permet escapar al pròfug.

### Arts escèniques

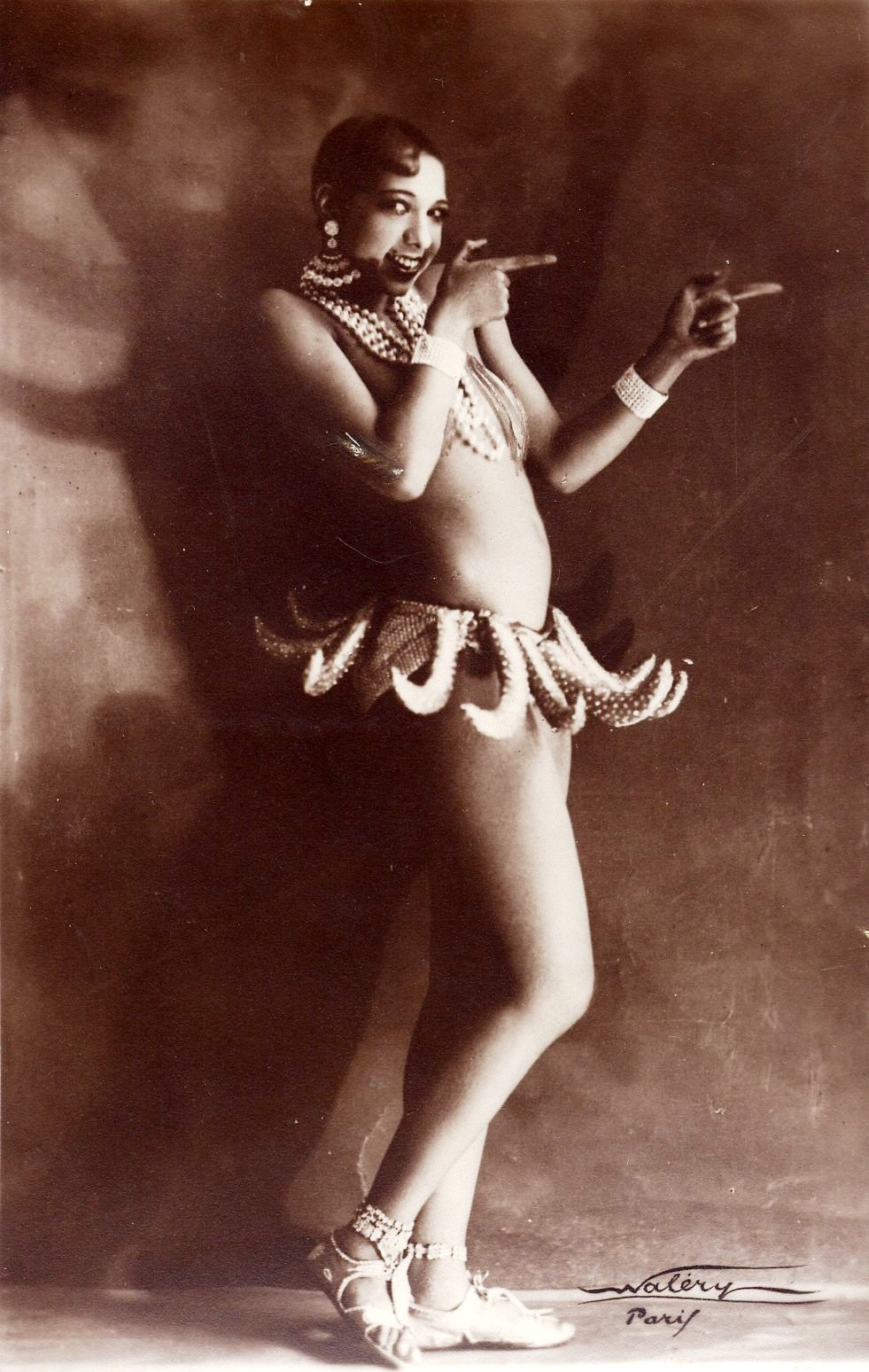
Joséphine Baker en la revista Un vent de folie (1925)

El nu és també un recurs habitual en les arts escèniques com el teatre i la dansa, especialment des de mitjan segle xx. En aquestes formes artístiques el cos té una especial rellevància, ja que és transmissor pels seus gestos i moviments d'una gran quantitat d'expressions i sentiments. Al teatre, on s'escenifica un relat o drama literari, el nu pot estar justificat -com al cinema- pel guió, en escenes en l'àmbit domèstic o qualsevol situació que ho requereixi. El nu teatral ha cobrat un gran apogeu en aquests últims temps gràcies al teatre experimental i a la influència del happening i el performance, espectacles que per la seva representació davant d'un públic tenen un fort component teatral. En aquests casos, s'utilitza la nuesa com a forma de provocació, d'impactar el públic, de posar en dubte els convencionalismes socials. Així es fa palès, per exemple, en el «teatre pànic» elaborat per Fernando Arrabal, que en obres com Striptease de los celos utilitza el nu com a element simbòlic.
El nu ha arribat també al teatre clàssic, en casos com el paper de Desdémona representat per l'actriu Sarah Stephenson al muntatge de l'Otelo de Shakespeare efectuat al Mermaid Theatre de Londres el 1971. L'any 2007 es va produir una gran polèmica per l'aparició de Daniel Radcliffe -el famós actor de la sèrie de pel·lícules Harry Potter- nu a l'obra Equus, dirigida per Peter Shaffer al Gielgud Theatre de la capital anglesa. Radcliffe va insistir que el nu només era un element més de l'obra i que havia pres el desafiament perquè li semblava un gran repte que podria ser molt enriquidor per a ell com a actor. L'obra va aconseguir un enorme èxit, tant de públic com de crítica.
En la dansa, el nu cobra un especial significat, ja que és una forma d'expressió del cos humà, que és l'instrument del qual se serveixen els ballarins per a mostrar el seu art. Les tècniques de dansa requereixen una gran concentració per dominar tot el cos, amb especial recalcament en la flexibilitat, la coordinació i el ritme. A l'antiga Roma era freqüent que les ballarines es despullessin, especialment en les festes saturnals i lupercals, i és prova del seu èxit que ens hagin arribat alguns noms d'aquestes ballarines, com ara Taletusa i Cíteris.

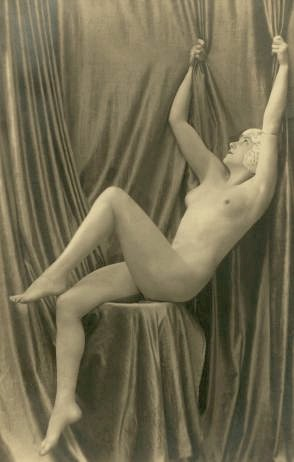
Colette Andris, ballarina de striptease dels anys 1920

Al segle xx s'han cercat noves formes d'expressió basades en la llibertat del gest corporal, alliberat dels lligams de la mètrica i el ritme, cobrant una major rellevància l'autoexpressió corporal i la relació amb l'espai. Isadora Duncan va ser una de les principals promotores del nu en la dansa, ballant en nombroses ocasions a mig vestir o amb fines teles transparents, com es podia constatar als vasos i ceràmiques de l'antiga Grècia, amb la pretensió de trencar amb l'academicisme i la rigidesa del ballet clàssic. Des d'aleshores la nuesa en la dansa contemporània ha oscil·lat segons l'època, apareixent en temps de llibertat i oberturisme social, i retraient-se en períodes de moral més puritana. En els temps moderns, el cos nu ha estat utilitzat per coreògrafs com Jan Fabre, Daniel Léveillé, Maureen Fleming, Kataline Patkaï, Jesús Sevari, Cecilia Bengolea i l'espanyola Maria Ribot.
Una variant escènica en què va cobrar gran rellevància el nu -especialment des d'inicis del segle XX- van ser els espectacles de cabaret, burlesque, vodevil i revista, espectacles en general nocturns que acostumen a combinar música, dansa i cançó -però que pot incloure també l'actuació d'humoristes, il·lusionistes, mims i moltes altres arts escèniques-, desenvolupat en sales com les famoses Moulin Rouge (París) i Folies Bergère de París, on estrelles com ara Linopovska i Pouliguen van triomfar amb tan sols mostrar els seus nus integrals. Va ser als espectacles de burlesque i cabaret on apareix el drag queen i el transvestisme com a element artístic en les representacions dramàtiques, i on es van representar les primeres pantomimes amb els mencionats elements. En aquest tipus d'espectacles van triomfar estrelles com ara Loie Fuller, Cléo de Mérode i Joséphine Baker, que es va fer famosa en ballar el xarleston només amb un cinturó de bananes.
Espectacles com el cabaret van posar de moda el striptease, una forma de ball en què la persona executant es va traient la roba sensualment davant els espectadors, on la delectació estètica es troba en el fet de despullar-se amb moviments sensuals i suggeridors, i no en la mateixa nuesa. Aquest tipus d'espectacle va fer famosa la cèlebre Mata Hari a començaments del segle xx, mentre que ara com ara ha llançat a la fama figures com Dita von Teese i Chiqui Martí, defensora del striptease com a art, per al qual ha encunyat el terme strip-art. Igualment, el striptease ha estat un recurs freqüentment utilitzat pel cinema, com el de Brigitte Bardot i Jeanne Moreau en Viva Maria! (1965), Sophia Loren en Ahir, avui i demà (1964), Kim Basinger en Nou setmanes i mitja (1986) i Demi Moore en Striptease (1996).

### Altres mitjans

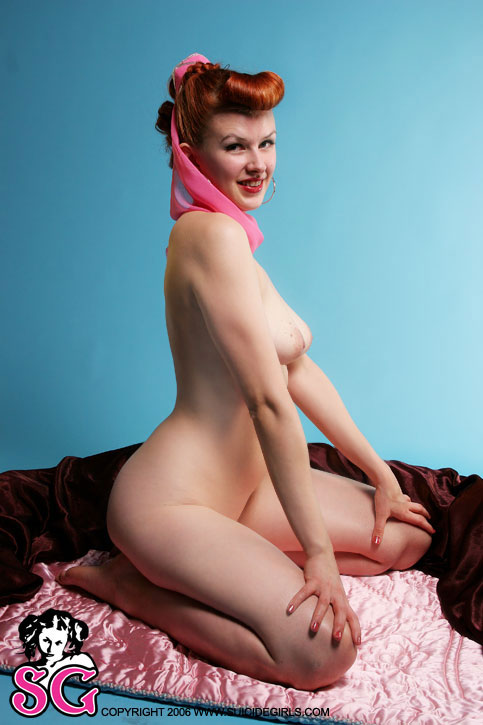
Bettina, model pin-up de Suicide Girls, pàgina web d'altporn en què les models tenen un perfil gòtic o punk rock

El nu es troba present, a més a més dels mitjans artístics tradicionals, en infinitat d'altres mitjans de reproducció audiovisual, com la televisió, la publicitat, les revistes i tots els altres mitjans editorials, el còmic o, més recentment, internet. La representació de nus dintre de pel·lícules i televisió ha generat polèmica durant molt de temps. La nuesa integral ha tingut molta més acceptació en el cinema i la televisió europeus, en què -per contrast amb els seus homòlegs nord-americans- l'audiència percep en general el nu i la sexualitat com una cosa menys censurable que la violència, un altre dels factors freqüentment criticats a les produccions audiovisuals, el nu del qual és socialment acceptable per a espectacles públics, encara que aquesta situació va ser liberalitzada a la fi del segle XX: a la dècada dels 70 les sèries de televisió australianes Number 96 i The Box incloïen nus regularment, i als Països Baixos el nu ha estat mostrat en programes de debat com Jensen! i Giel.
La nuesa es presenta algunes vegades en altres mitjans de comunicació com cobertes d'àlbums musicals d'intèrprets com Jimi Hendrix, John Lennon i Yoko Ono,  Nirvana, Scorpions i Jane's Addiction. Diversos músics de rock han actuat nus als escenaris, incloent-hi membres de Jane's Addiction, Rage Against the Machine, Green Day, Black Sabbath, Blink-182 i Of Montreal.

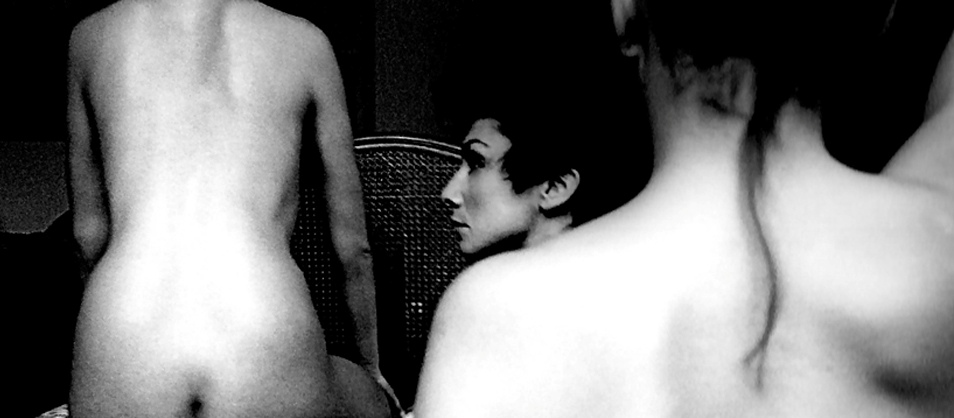
Augusto De Luca: Models, 1980

En mitjans editorials, el nu ha estat un recurs freqüentment utilitzat com a reclam especialment del públic masculí, en revistes bé de tall marcadament eròtic o en revistes de notícies i reportatges que inclouen algunes pàgines de models nues, on és típica la presència d'un pòster central desplegable. A començaments del segle XX les models que apareixien en aquest tipus de publicacions rebien el sobrenom de pin-ups, i encara que per regla general eren models amateurs algunes van adquirir notable fama, com Bettie Page. Actualment aquest tipus de treballs els realitzen models fotogràfics, actrius de cinema, cantants o top-models del món de la moda i la publicitat. Algunes revistes dedicades al nu eròtic han assolit una gran notorietat i difusió mundial, com Playboy, Penthouse i Hustler, i han arribat a despullar famoses models i actrius, com Marilyn Monroe, que va inaugurar el primer número de Playboy el 1953, o Madonna, que el 1985 va aparèixer en Playboy i Penthouse. A Espanya, la revista Interviú ha tingut des dels seus inicis una secció dedicada a la fotografia de nu, i és remarcable l'aparició el 1976 de l'actriu Marisol nua, que va tenir un gran impacte a l'Espanya recentment alliberada de la censura franquista, o el 1991 de la cantant Marta Sánchez, que va batre tots els rècords de vendes de la revista.
Altre mitjà usual de difusió del nu eròtic són els calendaris, i en destaca per la seva qualitat el calendari Pirelli, elaborat des de 1964 per la secció britànica de la marca Pirelli, i que es caracteritza per la sensualitat de les seves imatges, que presenten belles actrius i models en llocs paradisíacs, amb treballs de fotògrafs de la talla de Richard Avedon entre d'altres.
El nu es troba també en un mitjà gràfic com el còmic, en general en una temàtica eròtica i dirigit a un públic adult. Aquí també existeix una distinció entre erotisme i pornografia, segons la forma explícita de les imatges, com es percep al Japó, on distingeixen entre els gèneres ecchi (エッチ), que no mostra sexe explícit, i hentai (変態), que sí que ho fa. La primera historieta en què va estar present l'erotisme va ser Bringing Up Father (1913), de George McManus, en la qual apareixien de tant en tant joves banyistes. Una altra de les pioneres va ser Betty Boop, dibuixada per Grim Natwick i Max Fleischer entre 1934 i 1937. Als anys 1960, la incipient revolució sexual va permetre al còmic eròtic superar el moralisme dels 50 per diversos camins: a França, es van produir còmics de luxe amb heroïnes independents i actives sexualment, com Barbarella (1962), de Jean-Claude Forest, i Valentina (1965), de Guido Crepax; als Estats Units es van editar obres marcadament eròtiques com Little Annie Fanny (1962), de Harvey Kurtzman i Will Elder, a més a més de mesclar-se l'erotisme amb el terror en Vampirella (1969-1988), de Forrest J. Ackerman i Archie Goodwin. Als anys 1980 el còmic eròtic va assolir l'edat daurada, amb artistes com l'italià Milo Manara, autor d'El Click (1984), o l'espanyol Luis Royo, conegut per les seves imatges sensuals i fosques, quasi apocalíptiques, en mons de fantasia amb formes de vida mecànica.
L'aparició d'internet ha suposat un gran mitjà de difusió del nu, en les seves múltiples variants del nu artístic a l'eròtic i pornogràfic. Moltes pàgines web contenen aquest tipus de material com a reclam per al públic, i són especialment demanades les imatges de personatges famosos -els anomenats celebrities-. A internet s'han recopilat tota mena d'imatges provinents de revistes, calendaris i publicacions de moda, a més a més de fotografies fetes especialment per a aquest mitjà, i existeix un abundant material sobretot d'actrius i models femenines, amb noms mundialment coneguts com les actrius Ursula Andress, Bo Derek, Ornella Muti, Nastassja Kinski, Kim Basinger, Milla Jovovich, Demi Moore, Cameron Diaz, Charlize Theron, Diane Kruger o Elsa Pataky, o models com Claudia Schiffer, Elle Macpherson, Cindy Crawford, Naomi Campbell, Gisele Bündchen, Kate Moss, Laetitia Casta o Carla Bruni. El nu masculí és menys freqüent, i acostuma a estar més restringit a àmbits homoeròtics. El nu artístic també disposa en internet d'una òptima plataforma de llançament, i molts fotògrafs exposen la seva obra en el mitjà digital per fer conèixer el seu treball.